# Esclavage en Afrique
Pour des articles plus généraux, voir Esclavage et Traite des êtres humains.
L’esclavage en Afrique désigne les différents systèmes d'asservissement et de traite sur le continent africain. Comme ailleurs dans le monde avant la fin du XIXe siècle, l’esclavage était une pratique établie de longue date dans l’histoire des sociétés africaines par diverses civilisations, depuis l’Antiquité jusqu’à aujourd’hui. Plusieurs formes de servitude existaient : on pouvait y tomber pour dettes, on pouvait vendre sa progéniture, on le devenait pour avoir été fait prisonnier lors d’une guerre, ou encore être capturé lors d’une razzia des États pratiquant le commerce des esclaves. Dans certaines régions d'Afrique, le statut d'esclave pouvait être transmis aux descendants, donnant lieu au phénomène d'esclavage par ascendance, dont certaines formes persistent encore au XXIe siècle.
Les personnes asservies n’avaient pas toutes le même statut : les captifs qui gardaient leurs croyances d’origine devenaient des sans-droits échangeables au même titre qu’un animal domestique, mais ceux qui s’étaient vendus eux-mêmes ou leur progéniture pour régler des dettes, et ceux qui adoptaient les croyances de leurs maîtres, entraient dans une servitude sous contrat proche de l’engagisme, qui leur laissait le droit d’avoir quelques possessions ou de se mettre en ménage.
Lorsque la traite orientale et la traite atlantique ont pris de l'ampleur à partir du XVIe siècle, beaucoup de royaumes qui ne pratiquaient auparavant l’esclavage que localement pour leurs propres besoins, se sont mis à razzier leurs voisins pour fournir des captifs comme marchandise afin de s’enrichir ou acquérir des armes à feu auprès des marchands d’esclaves orientaux ou européens.
Sur la côte orientale de l’Afrique, dans certaines parties de l’Afrique de l'Ouest et outre-Atlantique, les esclaves ont fourni la main d’œuvre de l’économie de plantation qui a fortement augmenté au cours du XVIIIe siècle : de colossales fortunes se sont bâties sur l’esclavage des noirs jusqu’à l’interdiction de la traite qui a eu d’importantes répercussions économiques, obligeant les actionnaires à s'orienter vers l'engagisme, et à investir dans la mécanisation et l’industrialisation.

## Itinéraires

Itinéraires de la traite orientale.

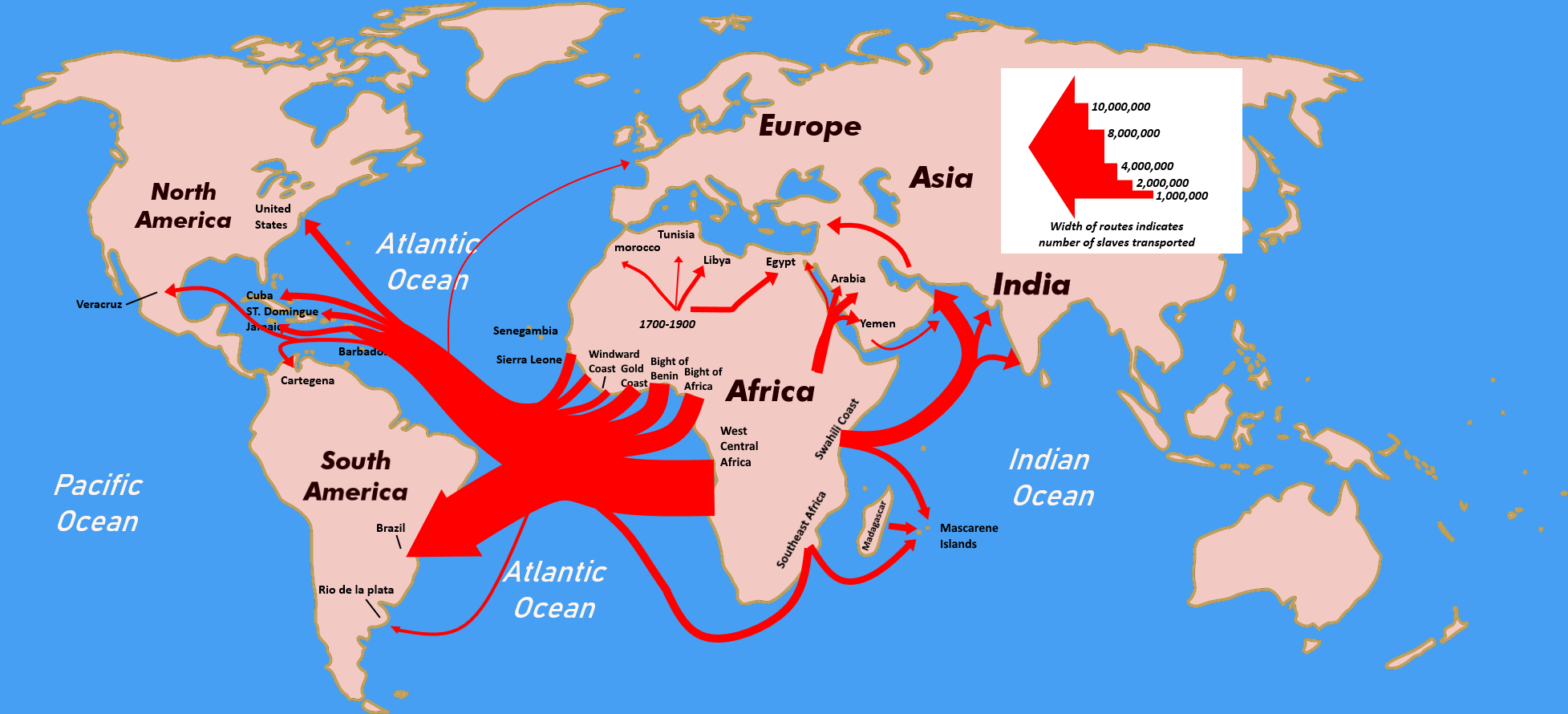
« Saignée démographique » de l’Afrique subsaharienne du fait de la traite négrière occidentale.

L’esclavage en Afrique a perduré au Moyen Âge selon les mêmes modalités que dans l’Antiquité, mais un élément nouveau a, depuis les IVe – VIIe, augmenté le trafic : la diffusion des religions abrahamiques monothéistes qui considéraient les religions traditionnelles africaines comme des superstitions, de la sorcellerie ou de l’idolâtrie, et admettaient que ces « païens » soient réduits en esclavage, mais en même temps encourageaient leur affranchissement comme acte de charité à forte valeur expiatoire ; la perspective d’être affranchies poussait les personnes asservies à adopter la croyance de leurs maîtres, lesquels procédaient alors à l’acquisition de nouveaux esclaves et ainsi de suite : à l’époque moderne, l’animisme africain est devenu minoritaire sur le continent. Les itinéraires du commerce inter-africain d’esclaves étaient :
- les routes terrestres à travers les déserts du Maghreb et du Machrek ; sur ces itinéraires, le rôle principal est joué par les Touaregs, successeurs et peut-être descendants des Garamantes ;
- les routes maritimes à l'est de l'Afrique (mer Rouge et océan Indien) à partir de Quelimane, Dar-es-Salam, Zanzibar, Mombassa, vers la Corne de l'Afrique, la péninsule Arabique et l'Asie du Sud ; sur ces itinéraires, le rôle principal est joué par les Somalis[7], les Éthiopiens, les Yémenites et les Omanais ;
- la mer Méditerranée occidentale, où les pirates, en particulier ceux de la côte des Barbaresques, razziaient les côtes européennes (principalement dans les îles : Baléares, Corse, Sardaigne, Sicile, Crète…), et d'Afrique de l'Ouest (cf. Traite des esclaves de Barbarie).

## Pratiques esclavagistes en Afrique

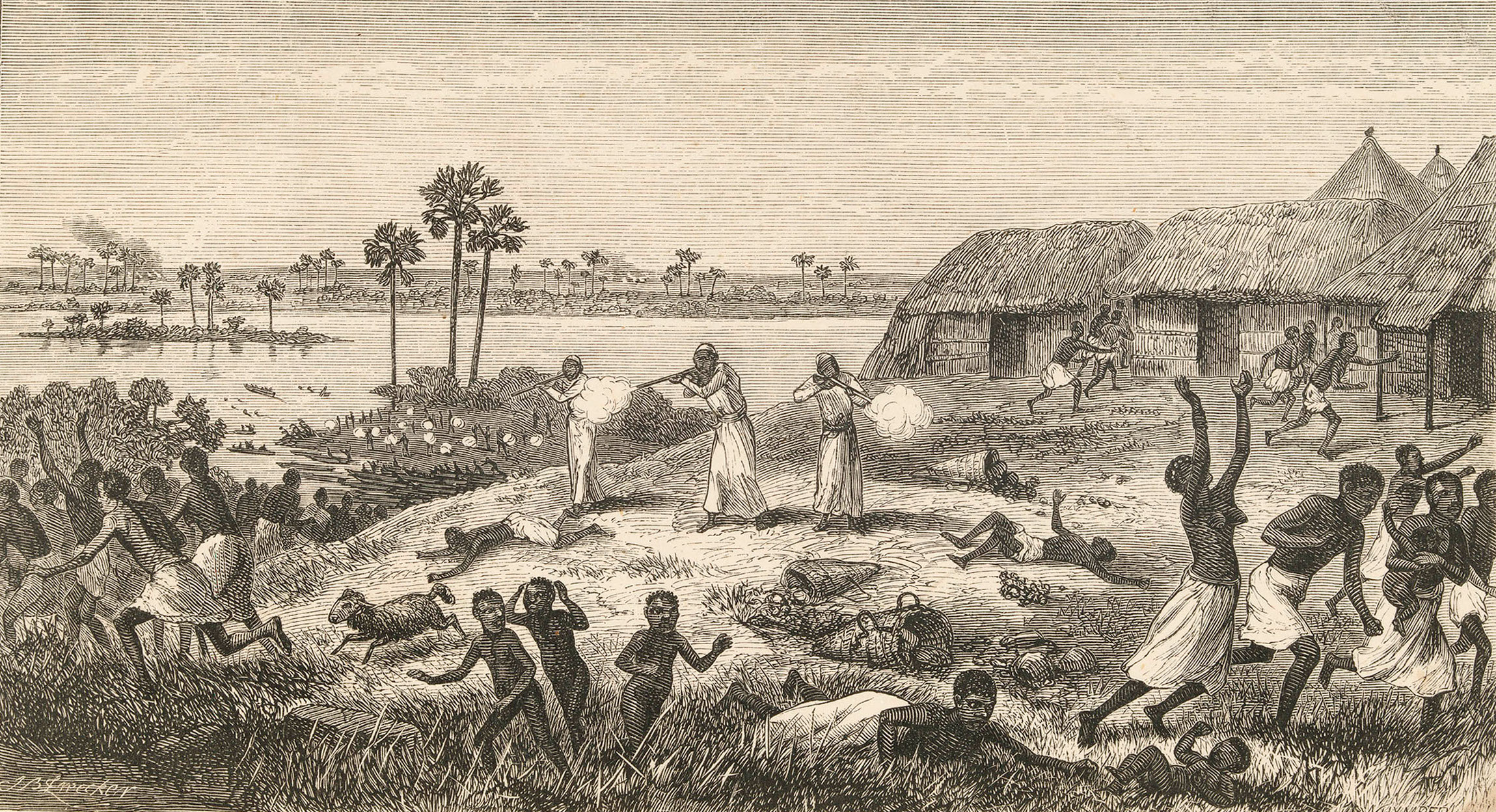
Razzia d'esclavagistes pour capturer des villageois de la région de Nyangwe.
Gravure anonyme du Journal de David Livingstone, 15 juillet 1871.

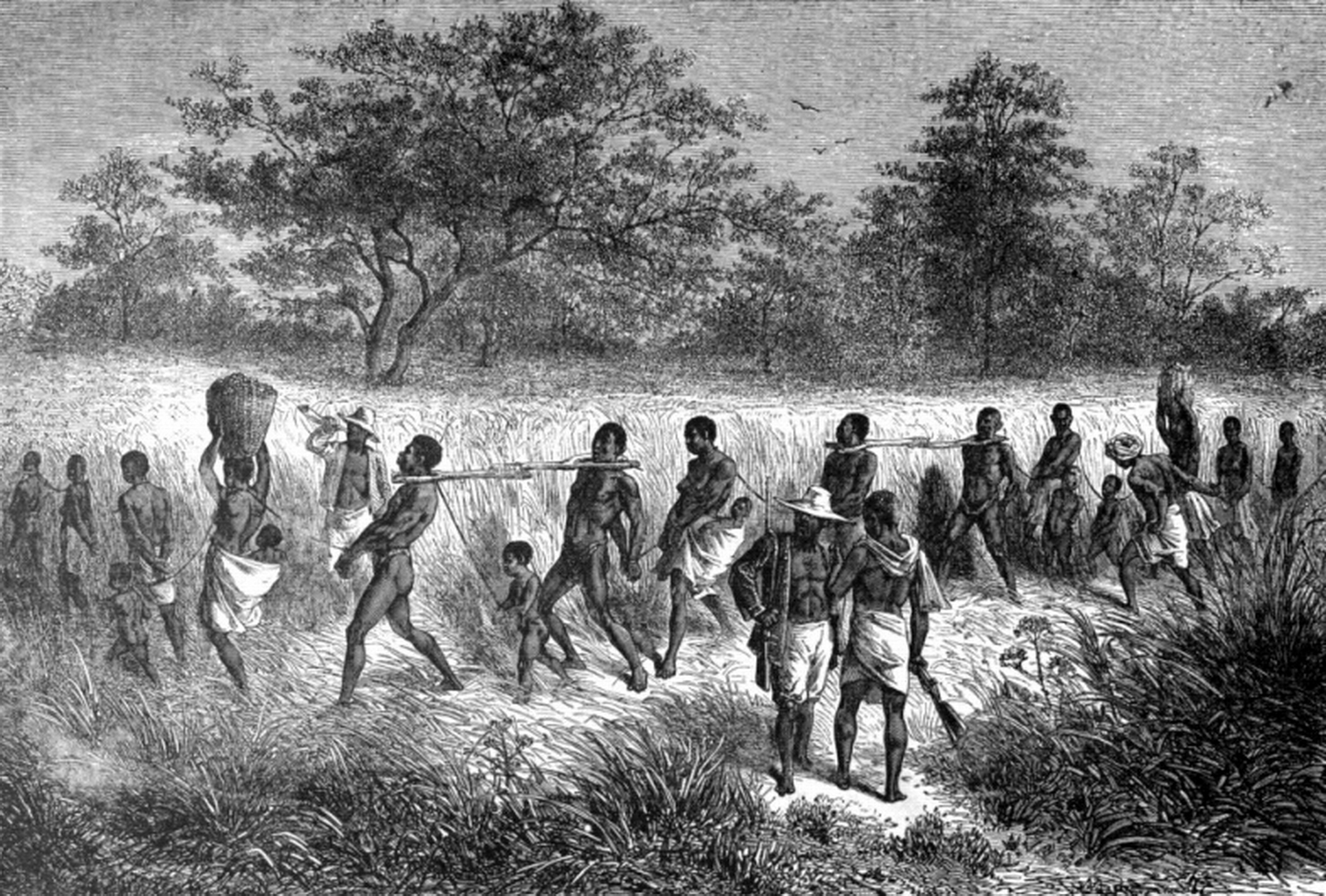
Acheminement d'esclaves en Afrique centrale, 1919.

L'esclavage et le travail forcé ont existé dans de nombreux royaumes et sociétés d'Afrique pendant des milliers d'années. Des témoignages précis sur l'esclavage ou les institutions politiques et économiques de l'esclavage avant le contact avec la traite arabe ou atlantique ne sont pas disponibles. Les premiers rapports européens sur l'esclavage dans toute l'Afrique dans les années 1600 ne sont pas fiables parce qu'ils confondaient souvent différentes formes de servitude avec l'esclavage.
Les meilleures preuves de pratiques esclavagistes en Afrique viennent des royaumes, particulièrement le long de la côte, et il y a peu de preuves de pratiques d'esclavage répandues dans les sociétés sans état,,. Le commerce d'esclaves était principalement secondaire à d'autres relations commerciales. Les structures parentales et les droits accordés aux esclaves (à l'exception de ceux capturés en guerre) semblent avoir limité la portée de la traite des esclaves avant le début de la traite arabe et de la traite atlantique.

### Afrique de l'Ouest

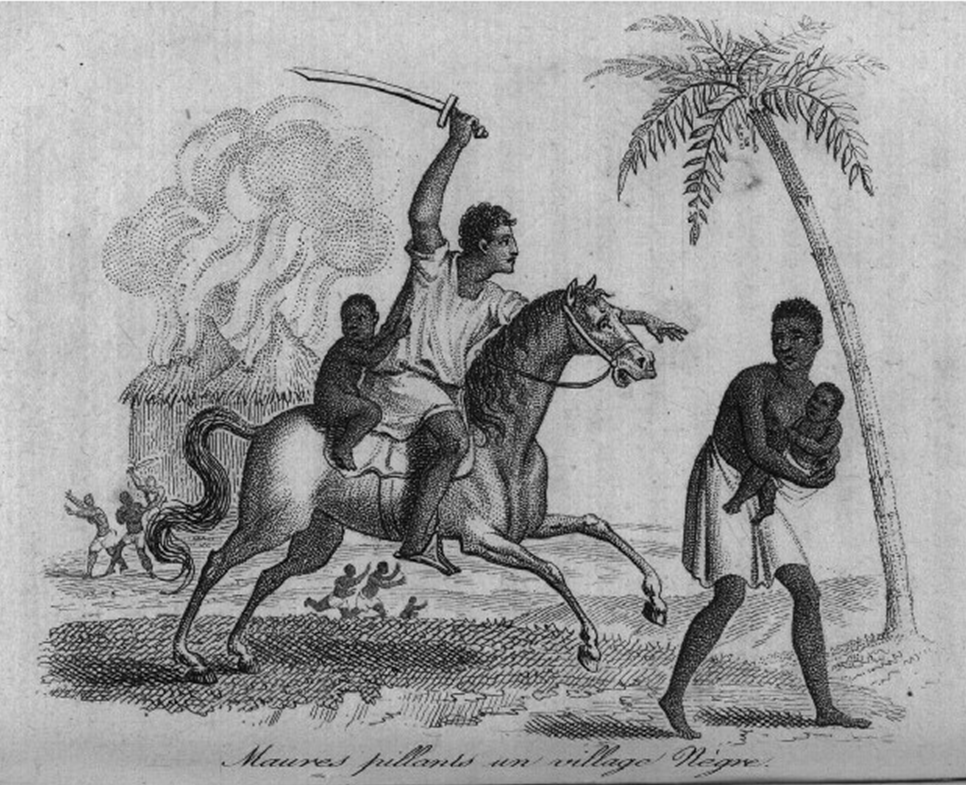
Maures pillants un village Nègre, planche de René Geoffroy de Villeneuve (1767-1831).

L'esclavage était pratiqué de diverses manières dans les différentes communautés d'Afrique de l'Ouest avant le commerce européen. Avec l'avancée de l'islam, l'esclavage se développe. Dès le VIIe siècle, sans parler de conquêtes, les premiers raids arabes dans le Sahara approvisionnent les marchés aux esclaves, et des marchands soninkés échangent des esclaves contre du sel, du cuivre ou des tissus. Au XIe siècle, le trafic caravanier augmente et les chefs de tribus africaines se convertissent.
Les populations soumises étaient réduites en esclavage : c'est par exemple le cas lorsque les Sossos s'emparent du Ghana. Au XIIIe siècle, l'empire du Mali est fondé et étend sa souveraineté sur une partie de l'Afrique occidentale. Le premier empereur, Soundiata Keïta décide de réglementer l'esclavage (charte du Manden). La charte du Manden prescrit de ne pas maltraiter les esclaves ; mais ses dispositions sont remises en cause après sa mort et l'esclavage se développa au XVe siècle. L'islamisation de l'empire du Mali limite en principe l'esclavage aux non-musulmans. L'empire poursuit les échanges avec les états d'Afrique du Nord et l'on rencontre des marchands arabes et juifs dans les villes. En 1324, l'empereur Kankou Moussa part en pèlerinage à La Mecque en 1324 accompagné de 1 000 à 2 000 personnes, dont de nombreux esclaves.

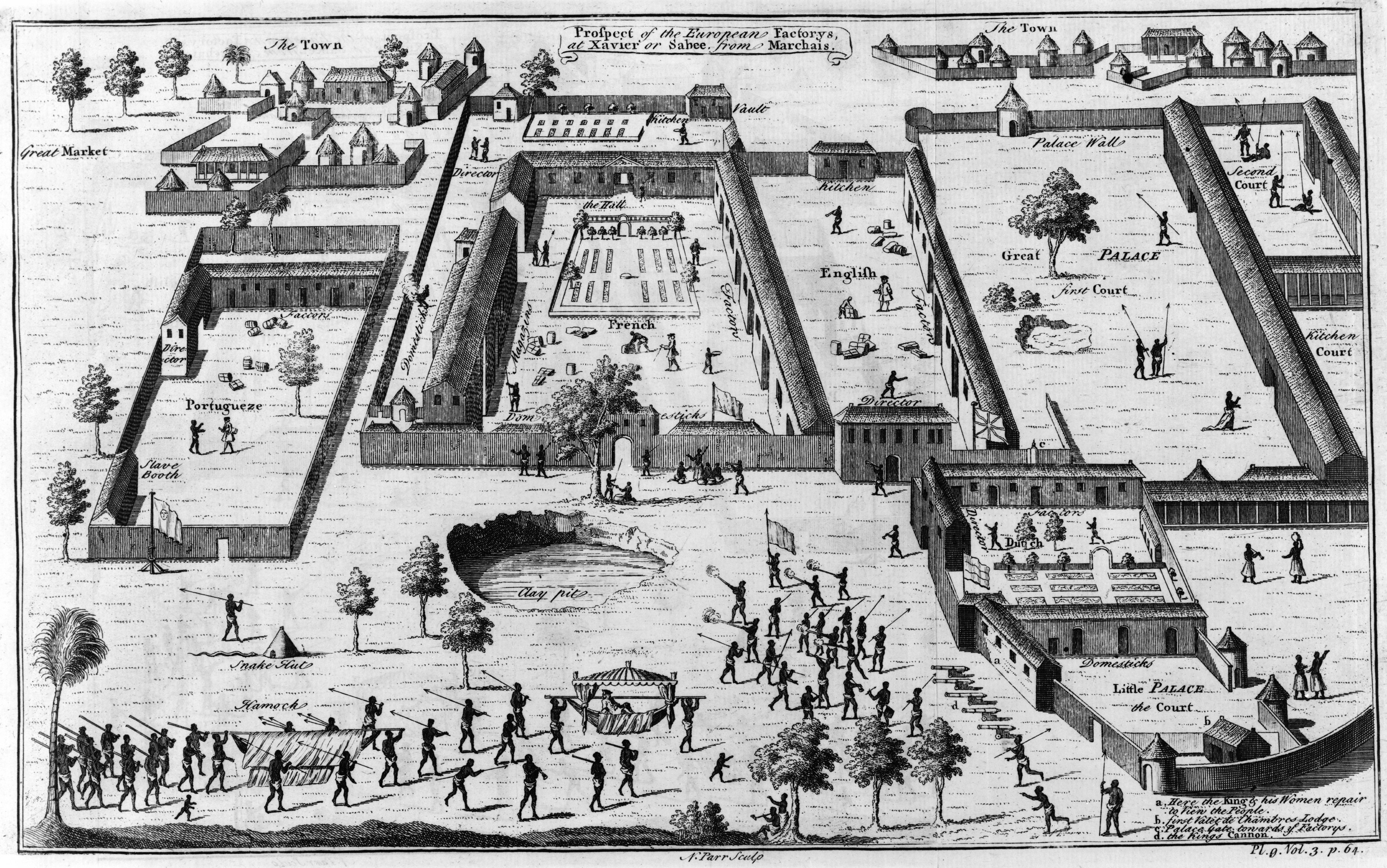
Manufactures d'esclaves, entretenues par des commerçants de quatre pays européens du golfe de Guinée dans ce qui est aujourd'hui le Nigeria, 1746.

Avec le développement du commerce transsaharien et les économies basées sur l'or dans le Sahel occidental, un certain nombre de grands États s'organisèrent autour de la traite négrière, y compris l'empire du Ghana, l'empire du Mali et l'Empire songhaï. Cependant, d'autres communautés d'Afrique de l'Ouest ont résisté à la traite des esclaves. Les Royaumes Mossi ont tenté de prendre en charge des sites clés dans le commerce transsaharien et, lorsque ces efforts ont échoué, les Mossi sont devenus des défenseurs contre les raids des esclaves par les puissants États du Sahel occidental. Les Mossi finiraient par entrer dans le commerce des esclaves dans les années 1800 avec la traite atlantique étant le principal marché. De même, Walter Rodney n'a identifié aucun esclavage ni aucune servitude domestique importante dans les premiers comptes européens de la région de Haute-Guinée et I.A. Akinjogbin soutient que les comptes européens révèlent que la traite des esclaves n'était pas une activité majeure sur la côte contrôlée par les Yoruba et Adja avant l'arrivée des Européens. Dans un document lu à la Ethnological Society de Londres en 1866, le vice-roi de Lokoja, T. Valentine Robins, qui accompagna l'expédition sur le fleuve Niger à bord du HMS Investigator en 1864, décrivit l'esclavage dans la région :

« Sur l'esclavage, M. Robins a remarqué que ce n'était pas ce que les Britanniques en pensaient. Cela signifie, comme on le trouve continuellement dans cette partie de l'Afrique, appartenir à un groupe familial - il n'y a pas de travail obligatoire, le propriétaire et l'esclave travaillent ensemble, mangent la même nourriture, portent les mêmes vêtements et dorment dans les mêmes huttes. Certains esclaves ont plus d'épouses que leurs maîtres. Il donne une protection aux esclaves et tout ce qui est nécessaire à leur subsistance - nourriture et vêtements. Un homme libre est pire qu'un esclave ; il ne peut réclamer sa nourriture à qui que ce soit. »

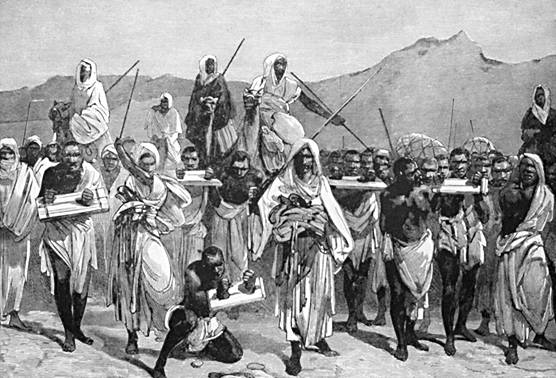
Gravure du XIXe siècle représentant une caravane marchande arabe d'esclaves transportant des esclaves africains noirs à travers le Sahara.
Le commerce transsaharien s'est développé aux alors que les musulmans avaient le contrôle de la plus grande partie des routes transsaharienne d'Afrique du Nord. Le commerce transsaharien a augmenté de manière significative du Xe siècle au XVe siècle et a atteint son apogée au milieu du XIXe siècle.

Avec le début de la traite atlantique, la demande d'esclavage en Afrique de l'Ouest a augmenté et un certain nombre d'États se sont concentrés sur le commerce des esclaves et l'esclavage domestique a augmenté de façon spectaculaire. Le phénomène de l'esclavage par ascendance s'est largement développé au moment et surtout après la fin de la traite atlantique, et ses effets perdurent encore aujourd'hui dans plusieurs pays d'Afrique de l'Ouest.
Dans les premiers États musulmans du Soudan occidental, y compris le Ghana (750-1076), le Mali (1235-1645), Ségou (1712-1861) et Songhaï (1275-1591), environ un tiers de la population était asservi. Entre 1300 et 1900, en Sénégambie,  près d'un tiers de la population était asservi. La population du Kanem (1600-1800) était également asservie d'environ un tiers. C'était peut-être 40 % au Bornu (1580-1890). Entre 1750 et 1900, un à deux tiers de la population entière des États djihadistes Fulani étaient composés de personnes asservies. En Sierra Leone, au XIXe siècle, environ la moitié de la population était constituée de personnes asservies. Au xixe siècle, au moins la moitié de la population était réduite en esclavage parmi les Douala du Cameroun et d'autres peuples du Niger inférieur, du Kongo et du royaume de Kasanje et de Chokwe d'Angola. Chez les Ashanti et les Yoruba, un tiers de la population était composé de personnes asservies. La population du califat de Sokoto formé par les Peuls dans le nord du Nigeria et du Cameroun était à moitié réduite en esclavage au XIXe siècle.
Au XVIe siècle, les expéditions menées par les gouverneurs d'Alger se multiplient dans le Sahara central. L'effondrement de l'Empire songhaï entraîne une chasse aux esclaves dans les pays du Niger. La traite transatlantique de l'époque moderne n'aurait pas été possible sans la participation des états africains : Ashanti, Dahomey, États Yorouba, Bassin du Congo (au sens du bassin du Congo, les États issus de la colonisation sont ici anachroniques) et Ndongo). Lorsqu'ils débarquaient sur les côtes d'Afrique de l'Ouest, les négriers européens achetaient ou troquaient les esclaves noirs capturés à l'intérieur des terres. La traite transsaharienne décline. Dans la deuxième moitié du XIXe siècle, le cardinal Charles Lavigerie dénonce l'esclavage en Afrique.
Lorsque la domination britannique a été imposée pour la première fois au califat de Sokoto et aux régions avoisinantes du nord du Nigeria au début du XXe siècle, environ 2 000 000 à 2 500 000 de personnes y étaient asservies. L'esclavage dans le nord du Nigéria a finalement été proscrit en 1936.

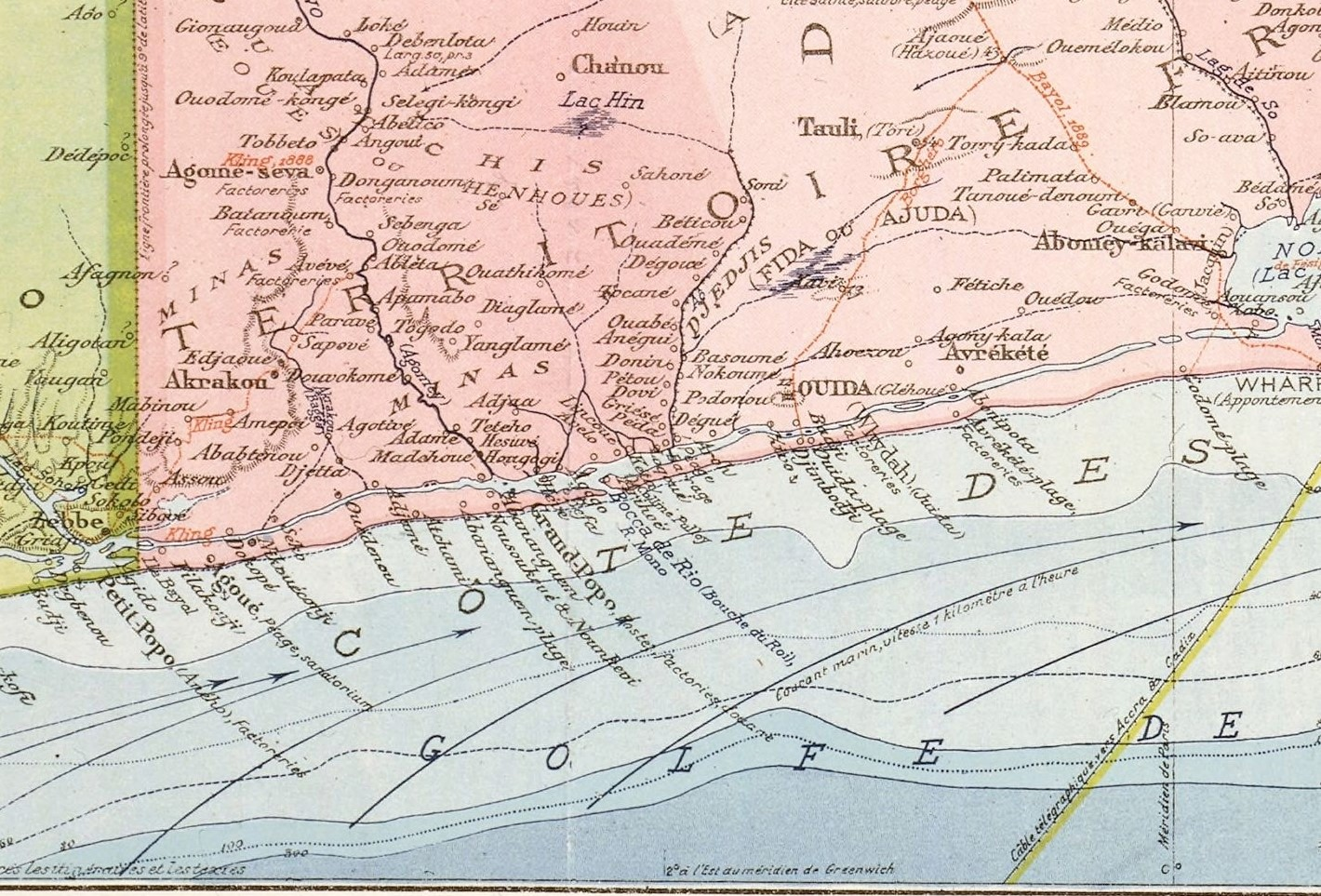
Côte des esclaves occidentaux. À gauche, Little Popo et la frontière du Togoland allemand et du Dahomey français ; au milieu, Grand-Popo et Ouidah (Bénin) ; à droite, Cotonou, 1892.

Estimation de la proportion d'esclaves dans la population :
- de l’empire de Sokoto (Nigeria actuel) au XIXe siècle : 50 %[28]
- du sultanat des Foundjis (Soudan actuel) : 1/3 à 2/3
- du Ouidah (Bénin actuel) au XIXe siècle : 50 %
- du royaume du Kanem-Bornou : 1/3 à 40 %
- de la Sénégambie (1300-1900) : 1/3
- de la Sierra Leone au XIXe siècle : 50 %
- des Ashanti et des Yoruba : 1/3
- des Doualas (actuel Cameroun) : 50 %
- de l'empire du Kongo : 50 %

### Grands Lacs d'Afrique

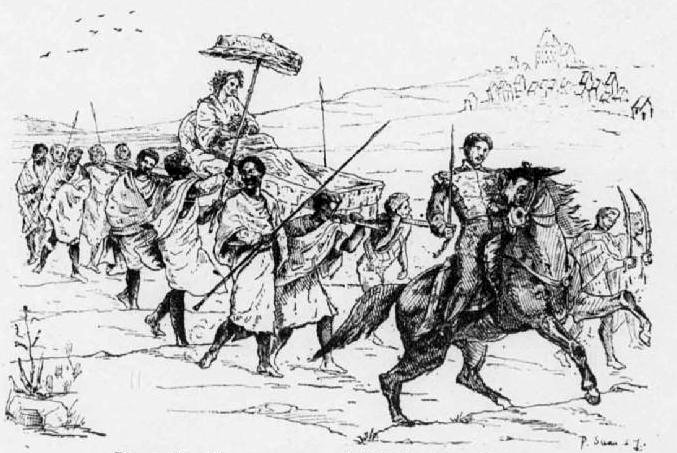
Gravure représentant la reine Ranavalona Ire de Madagascar voyageant dans son filanzana (palanquin), avec son fils Radama II et des esclaves, 1895.

Avec le commerce maritime de la région des Grands Lacs d'Afrique orientale vers la Perse, la Chine et l'Inde au cours du premier millénaire de notre ère, les esclaves sont mentionnés comme une marchandise d'importance secondaire pour l'or et l'ivoire. Quand elle est mentionnée, la traite des esclaves semble être à petite échelle et impliquer principalement des raids d'esclaves sur les femmes et les enfants le long des îles de Kilwa Kisiwani, Madagascar et Pemba.
Les historiens Campbell et Alpers soutiennent qu'il y avait une foule de différentes catégories de travail en Afrique du Sud-Est et que la distinction entre les esclaves et les individus libres n'était pas particulièrement pertinente dans la plupart des sociétés. Cependant, avec l'augmentation du commerce international au XVIIIe siècle et XIXe siècle, l'Afrique du Sud-Est a commencé à être impliqué de manière significative dans le commerce d'esclave atlantique ; par exemple, le roi de l'île de Kilwa a signé un traité avec un marchand français en 1776 pour la livraison de 1 000 esclaves par an.
À peu près à la même époque, des marchands d'Oman, d'Inde et d'Afrique du Sud-Est ont commencé à établir des plantations le long des côtes et sur les îles. Pour fournir des travailleurs dans ces plantations, les raids d'esclaves et la possession d'esclaves sont devenus de plus en plus importants dans la région et les marchands d'esclaves (notamment Tippo Tip) sont devenus importants dans l'environnement politique de la région. Le commerce de l'Afrique du Sud-Est a atteint son apogée dans les premières décennies du XIXe siècle avec jusqu'à 30 000 esclaves vendus par an. Cependant, l'esclavage n'est jamais devenu une partie significative des économies domestiques excepté dans le sultanat de Zanzibar où les plantations et l'esclavage agricole ont été maintenus. L'auteur et historien Timothy Insoll a écrit : « Les chiffres montrent l'exportation de 718 000 esclaves de la côte swahilie au XIXe siècle et le maintien de 769 000 esclaves sur la côte ». Les arabes pratiquant l'esclavage se justifie en clamant que leurs ancêtres auraient eux-mêmes été esclaves des noirs africaines durant plusieurs siècles vers 900 av J-C.

Esclavage de Zanzibar
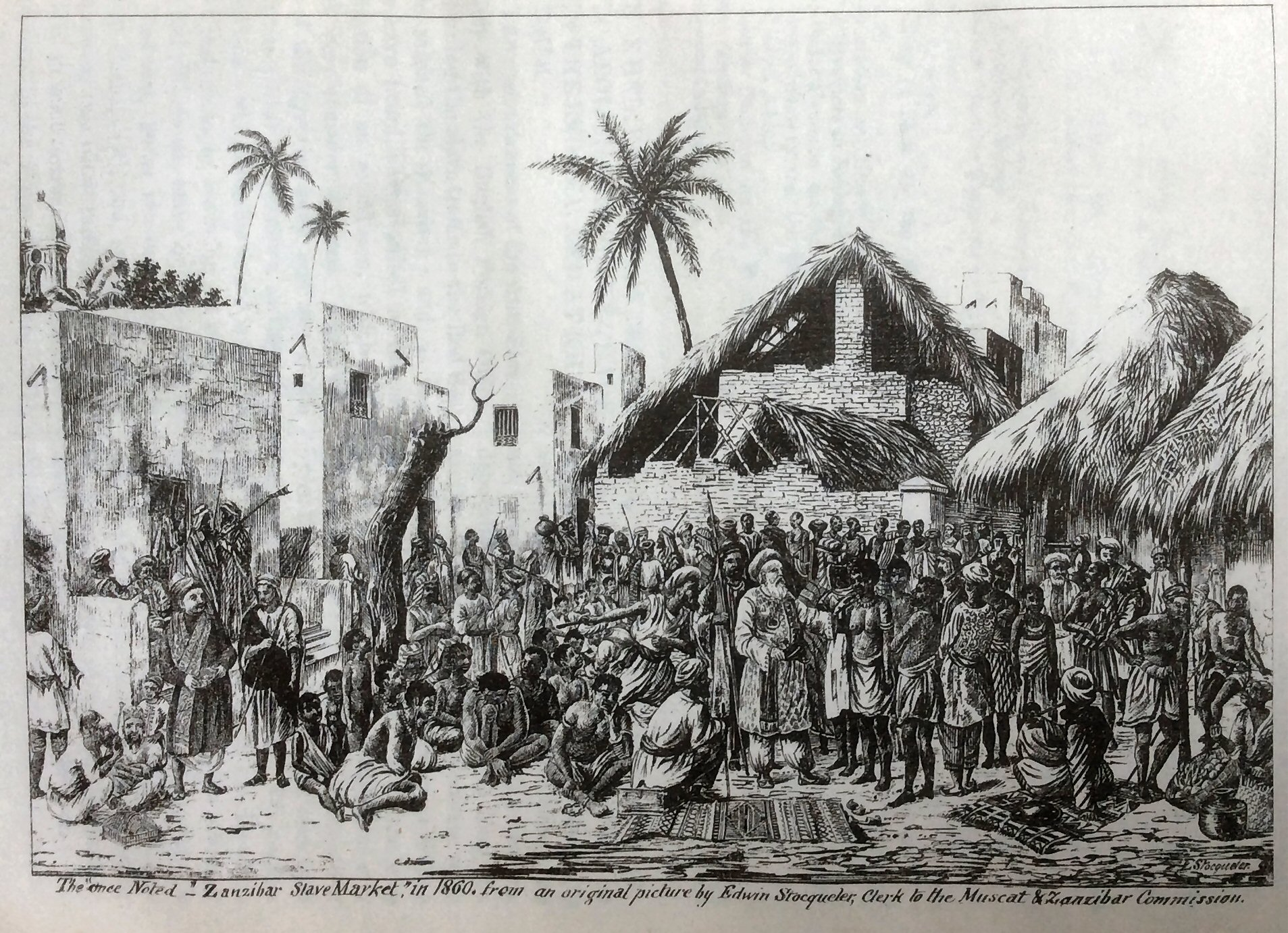
Marché aux esclaves de Zanzibar, 1860.
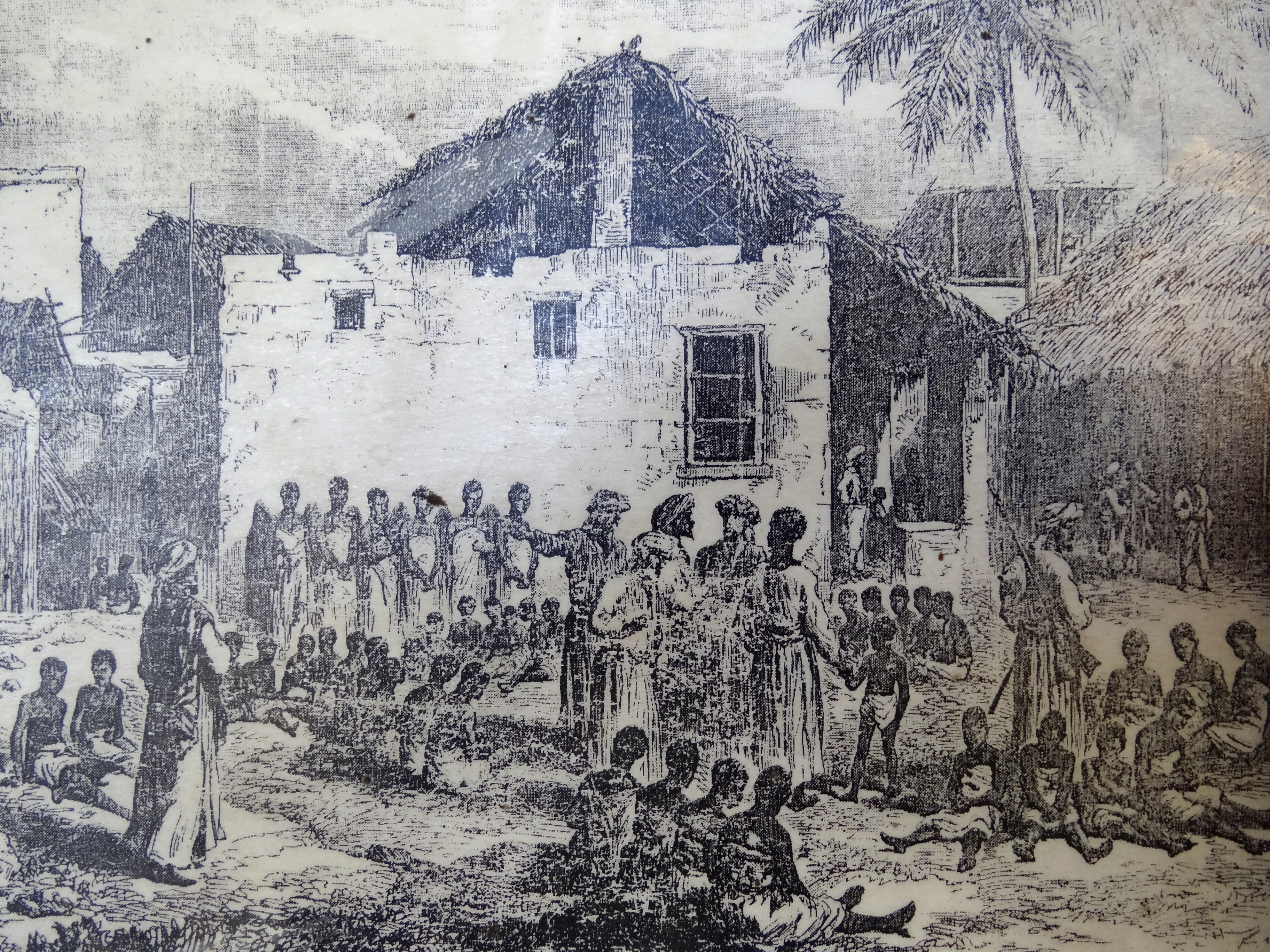
Marché aux esclaves devant l'église anglicane de Stone Town à Zanzibar, par Edwin Roper Loftus Stocqueler (en), 1860.
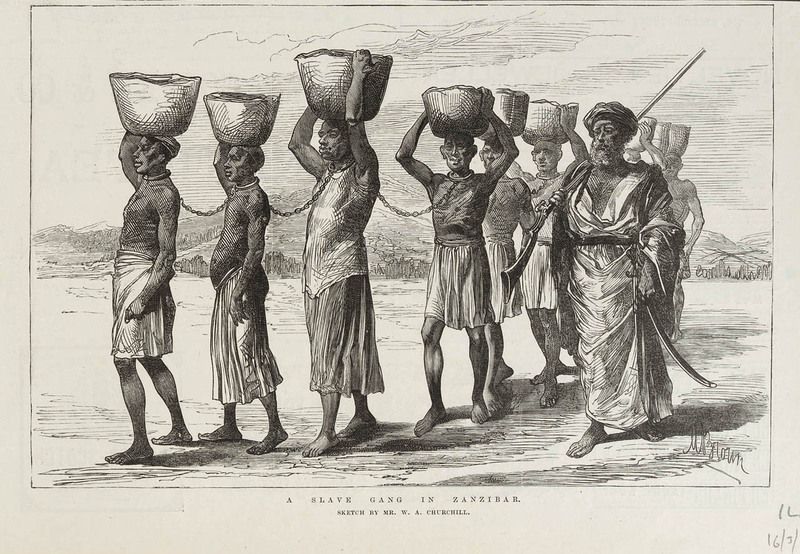
Groupe d'esclaves à Zanzibar, 1889.
Femmes esclaves à Zanzibar, v. 1895.

Dans la région des Grands Lacs en Afrique (autour de l'actuel Ouganda), les preuves linguistiques montrent l'existence de l'esclavage par la capture de guerre, le commerce et la mise en gage remontant à des centaines d'années; cependant, ces formes, en particulier la mise en gage, semblent avoir augmenté de manière significative aux XVIIIe siècle et XIXe siècle.

### Afrique de l'Est

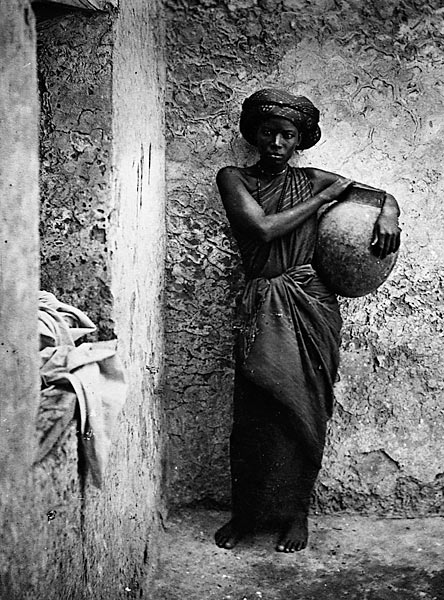
Esclave bantoue à Mogadiscio, 1882-1883.

Les géographes divisaient la côte Est de l'Afrique en plusieurs régions en fonction de leurs habitants.
- Au nord, la Corne de l'Afrique était habitée par des populations chamito-sémitiques : les Baribah (ou berbères) qui sont les ancêtres des populations vivant dans la région de Barbara (ou Bilad al-Barbar (Pays des Berbères)[34],[35],[36]) au Nord-Est de la Somalie (et de Djibouti) ainsi que les Habashas (ou Abyssins) qui sont les ancêtres des populations vivant aujourd'hui en Éthiopie ainsi qu'en Érythrée[37].
- La région situé au sud de la Corne de l'Afrique était habitée par des peuples bantous surnommés Zanj, Zenj ou Zinj[34],[38],[39]. Des négriers chinois achetaient des esclaves noirs (Hei-hsiao-ssu) à des intermédiaires arabes ou bien s'approvisionnaient directement chez les Somalis qui pratiquaient aussi les échanges d'esclaves négroïdes capturés dans les régions du Nord-Est du Kenya actuel[40].

De 25 000 à 50 000 esclaves bantous ont été vendus sur le marché d'esclaves de Zanzibar à la destination de la Somalie dans les années 1800–1890. Ils étaient issus essentiellement des groupes ethniques Yao, Makua, Chewas (Nyanjas), Zigua, Ngidono et Zaramo. Dans les années 1840, des esclaves fugitifs de la vallée du Shebelle commencent à s'installer dans la vallée du Jubba, encore peu peuplée. En 1891, un officier britannique estime leur nombre entre 30 et 40 000 personnes, mais en 1932, un administrateur italien n'en compte que 23 500.
Estimation de la proportion d'esclaves dans la population :
- de Zanzibar au XIXe siècle : 65 à 90 %[41]
- de la côte kenyane : 90 %
- de Madagascar : 50 %

### Corne de l'Afrique

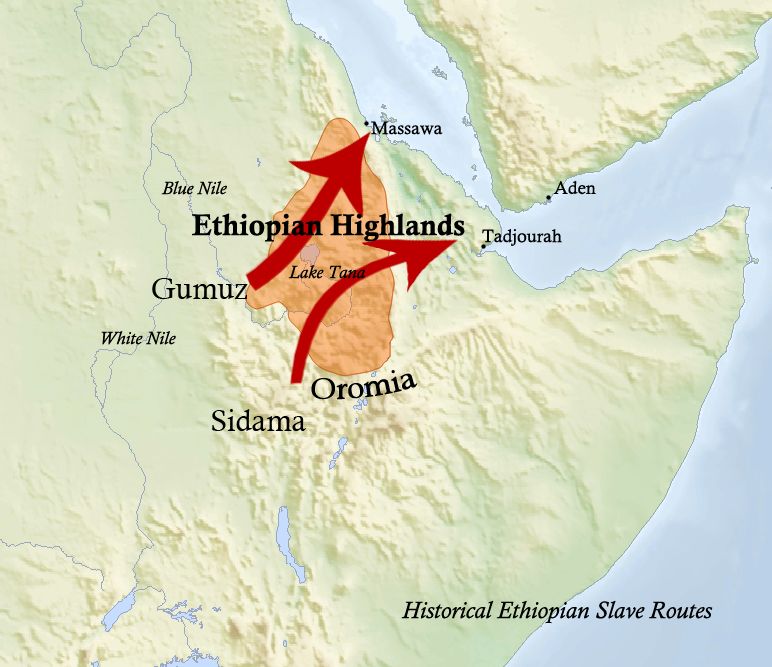
Routes historiques de la traite éthiopienne.

L'esclavage était une pratique importante des populations chamito-sémitiques de la Corne de l'Afrique (somalis, afars, abyssins) qui, par leurs caractéristiques physiques europoïdes et leurs structures traditionnelles similaires à celles des peuples du Sahara, du Nil et du Maghreb, se distinguent des autres Africains noirs.
Les classes d'esclaves étaient principalement composées d'individus d'origine nilotique et bantoue qui étaient collectivement regroupés sous le nom de Shanqella et Adoon (tous deux signifiant « Nègre »). Ces populations de rang social inférieur étaient désignées comme tsalim barya en contraste avec les saba qayh (« hommes rouges »), castes nobles parlant des langues afro-asiatiques (hamites et sémites) La première représentation de cette tradition date d'une inscription du VIIIe siècle av. J.-C. appartenant au royaume de D'mt,.

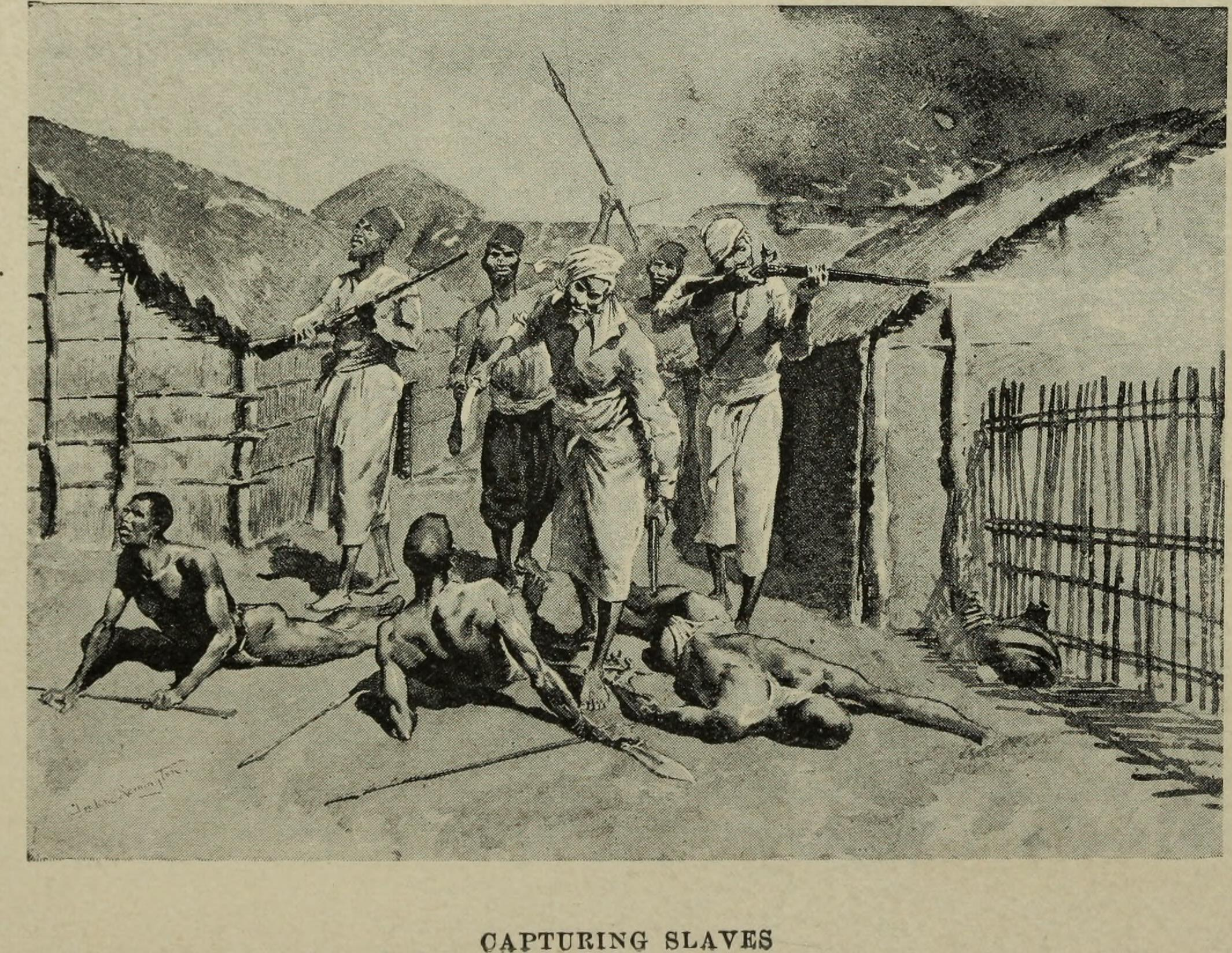
Capture d'esclaves noirs par les marchands arabes, 1893.

Les Éthiopiens exportaient souvent des esclaves nilotiques païens issus des territoires occidentaux nouvellement conquis ou reconquis. Les sultanats musulmans Somalis et Afars, tels que le Sultanat d'Adal, à travers leurs ports, échangeaient également des esclaves Zanj (Bantous) capturés dans l'arrière-pays.
Dans les territoires somalis, les esclaves bantous servaient exclusivement pour travailler dans les plantations. Ils travaillaient sous le contrôle de leurs maîtres somalis tout en étant séparés d'eux. D'un point de vue juridique, les esclaves bantous étaient très dévalorisés dans la société somalienne. Les mœurs sociales des somalis décourageaient et méprisaient tout contact, y compris sexuel, avec des esclaves bantous. La liberté pour ces esclaves de plantation pouvait être acquise par l'évasion. De 25 000 à 50 000 esclaves bantous ont été vendus sur le marché d'esclaves de Zanzibar à la destination de la Somalie dans les années 1800–1890. Ils étaient issus essentiellement des groupes ethniques Yao, Makua, Chewas (Nyanjas), Zigua, Ngidono et Zaramo. Dans les années 1840, des esclaves fugitifs de la vallée du Shebelle commencent à s'installer dans la vallée du Jubba, encore peu peuplée. En 1891, un officier britannique estime leur nombre entre 30 et 40 000 personnes, mais en 1932, un administrateur italien n'en compte que 23 500.
Au début du XXe siècle, l'esclavage fut aboli par l'administration coloniale de la Somalie italienne ; cependant il reste des esclaves jusqu'aux années 1930[réf. nécessaire] et certains Bantous furent même soumis au travail forcé dans les plantations italiennes, car les Italiens (comme les Britanniques) considéraient les Somalis comme «racialement supérieurs» aux Bantous.

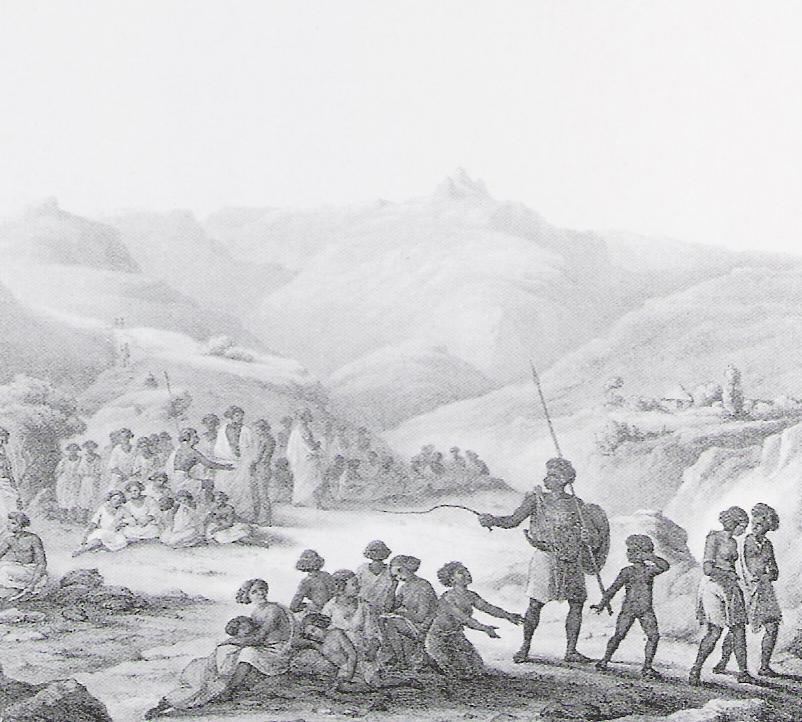
Esclaves en Éthiopie au XIXe siècle.

Contrairement à celui pratiqué par les Somalis, l'esclavage en Éthiopie était essentiellement domestique. Les esclaves servaient ainsi dans les maisons de leurs maîtres ou de leurs maîtresses, et étaient rarement employés à des fins productives. Les esclaves étaient ainsi considérés comme des membres "de deuxième classe" de la famille de leurs propriétaires. La première tentative d'abolition de l'esclavage en Éthiopie a été faite par l'empereur Téwodros II (1855-1868), bien que la traite des esclaves n'ait été légalement abolie qu'en 1923 avec l'accession de l'Éthiopie à la Société des Nations.
L'Anti-Slavery Society estimait qu'il y avait 2 millions d'esclaves au début des années 1930 sur une population estimée entre 8 et 16 millions. L'esclavage a continué en Éthiopie jusqu'à l'invasion italienne en octobre 1935, il a alors été aboli par les forces d'occupation italiennes. En réponse à la pression exercée par les Alliés occidentaux durant la Seconde Guerre mondiale, l'Éthiopie a officiellement aboli l'esclavage et la servitude involontaire après avoir recouvré son indépendance en 1942,. Le 26 août 1942, l'empereur Haïlé Sélassié proclame l'interdiction de l'esclavage.

### Égypte

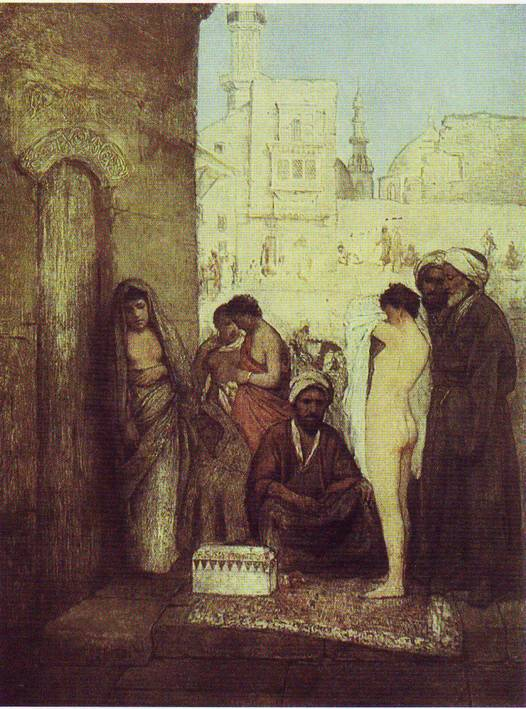
Marché aux esclaves au Caire, Maurycy Gottlieb, 1877.

Si les spécialistes s'accordent pour dire que l'esclavage, tel qu'il se pratiqua dans la Grèce antique, n'a pas existé en Égypte avant la période ptolémaïque, c'est-à-dire, avant l'invasion grecque, certaines formes de servitudes existaient néanmoins dans la civilisation égyptienne : la corvée était imposée à tous pour les grands travaux tels que l'entretien des canaux d'irrigation ou la construction de grands monuments. Les condamnations de droit commun se traduisaient dans certains cas par des travaux forcés. Outre le fait que le régime quotidien était moins dur que dans d'autres civilisations, les serviteurs avaient une personnalité juridique et pouvaient posséder un capital. Les ouvriers qui travaillaient sur les chantiers des pyramides étaient des hommes soumis, mais libres et respectés.
En Égypte musulmane, les Mamelouks étaient des esclaves-soldats qui se convertissaient à l'Islam et servaient les califes musulmans et les sultans ayyoubides au Moyen Âge. Les premiers Mamelouks servirent les califes abbassides au IXe siècle à Bagdad. Au fil du temps, ils sont devenus une puissante caste militaire et, à plus d'une reprise, ils se sont emparés du pouvoir, par exemple, gouvernant l'Égypte de 1250 à 1517. À partir de 1250, l'Égypte était gouvernée par la dynastie des Baharites d'origine Turque Kipchak. Les européens asservis du Caucase ont servi dans l'armée et ont formé un corps d'élite de troupes qui se sont finalement révoltés en Égypte pour former la dynastie des Burjites.

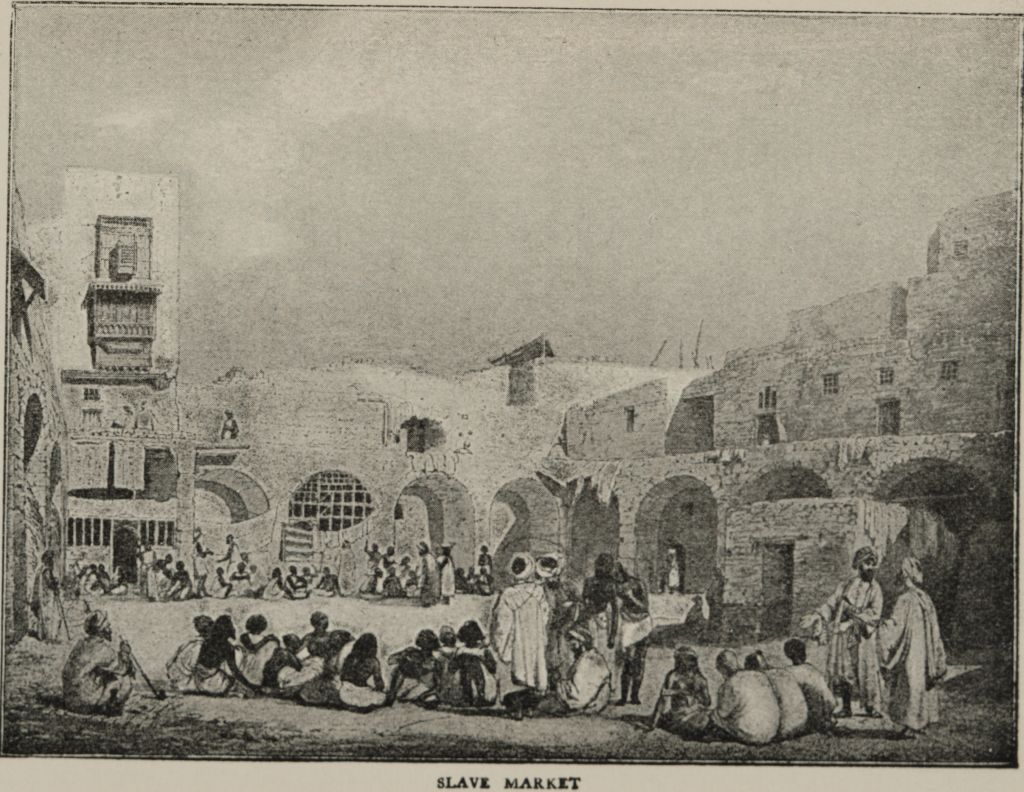
Marché aux esclaves du Caire, v. 1830.
Marché aux esclaves du Caire, 1849.
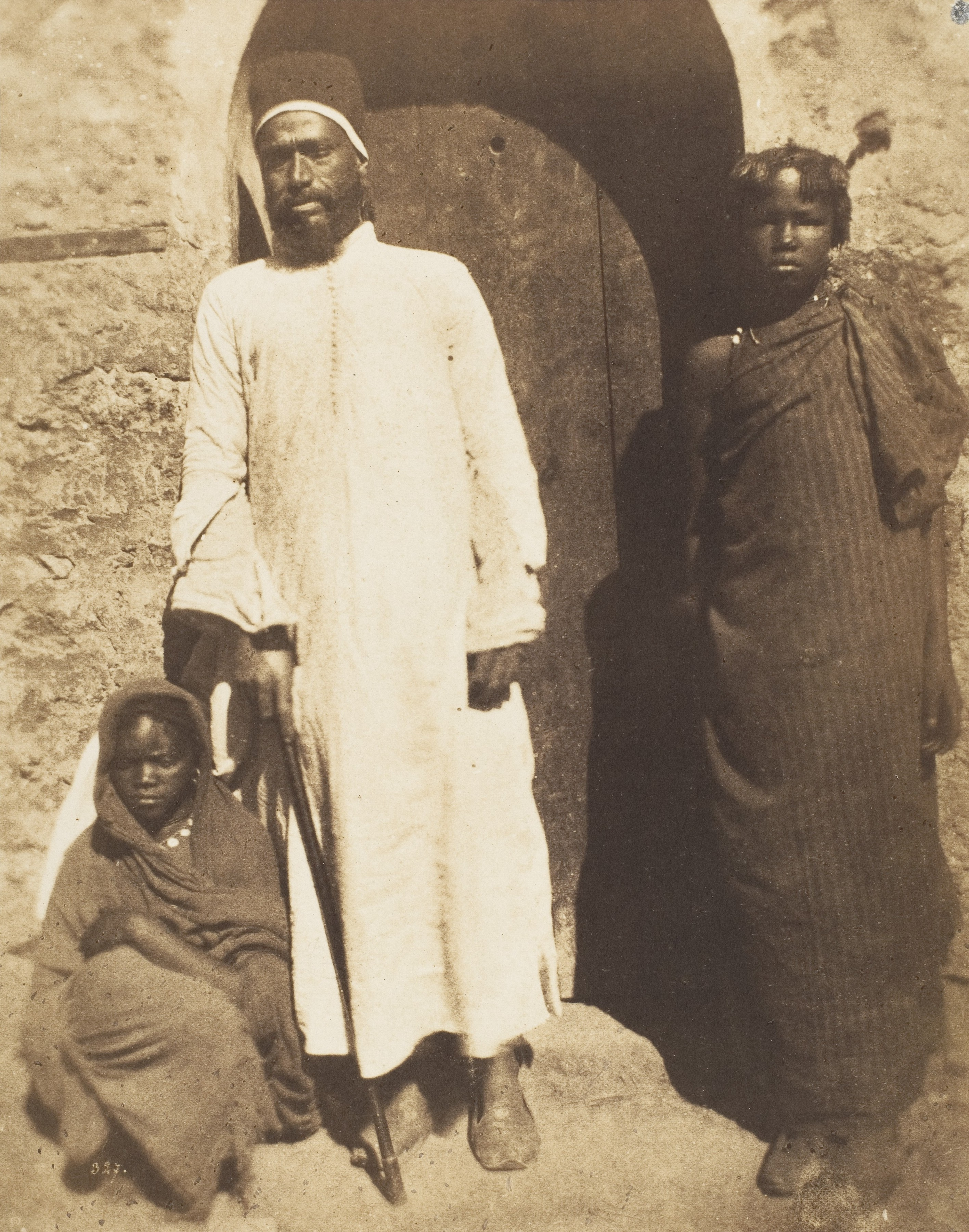
Abu Nabut et ses esclaves noires au Caire, 1852.
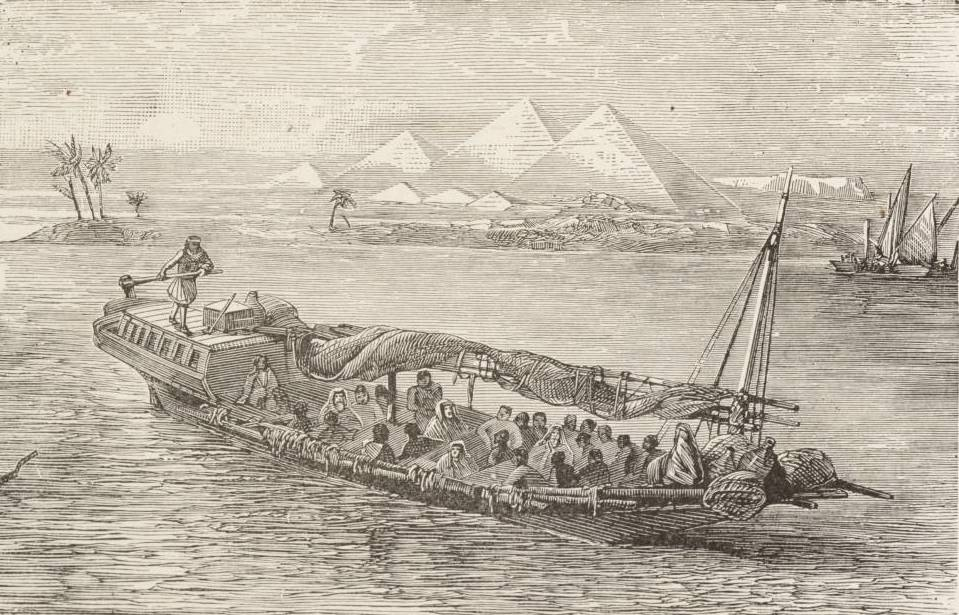
Navire négrier sur le Nil, 1884.
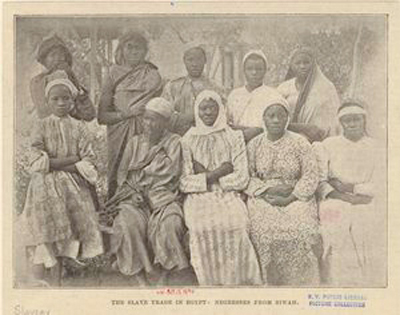
Négresses de Siwah, 1894.
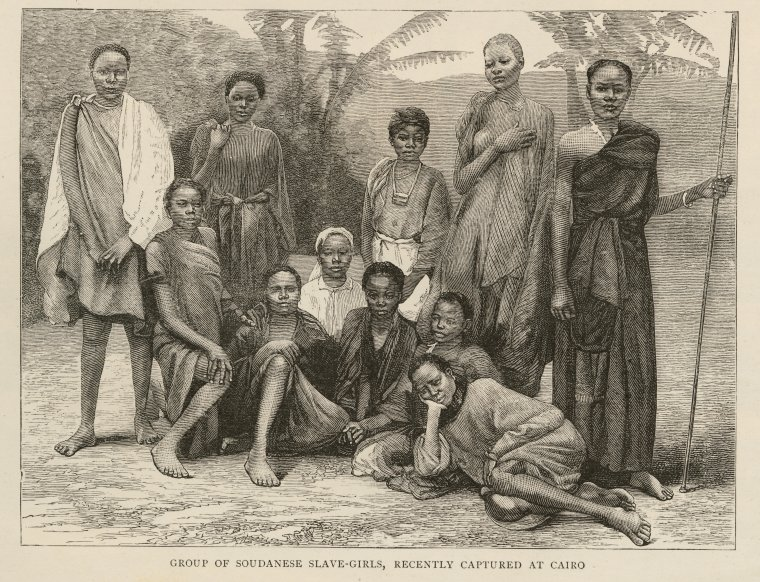
Groupe de Soudanaises fraîchement capturées, Le Caire.
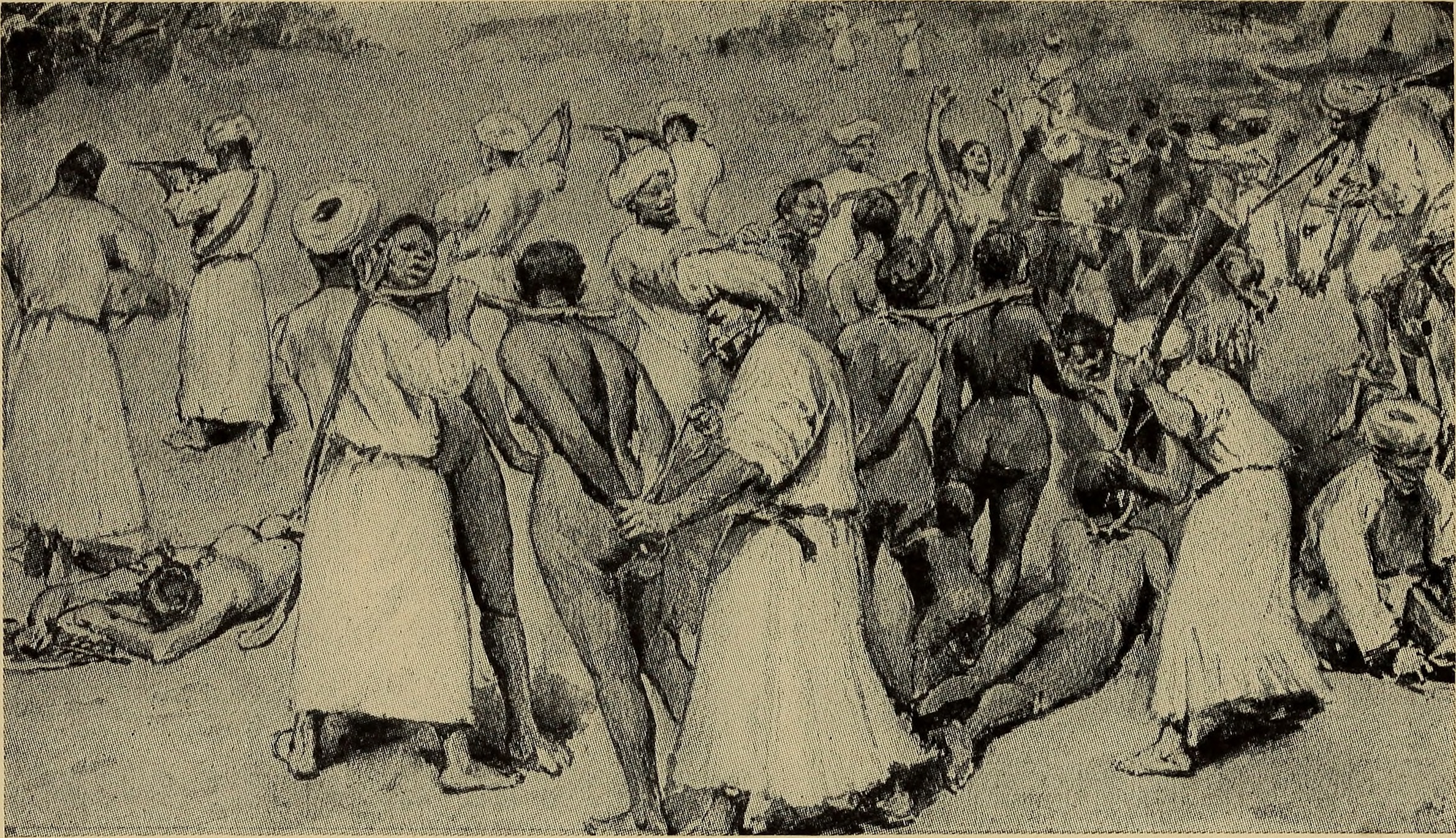
La Douleur et l'espoir du Soudan égyptien, 1913 ; illustration d'un raid d'esclave au Sud-Soudan au XIXe siècle.

### Maghreb
L'Empire ottoman qui domine le nord de l'Afrique à partir du XVIe siècle continue la pratique de l'esclavage. Ils étaient employés dans l’armée, la marine, les harems. Certains étaient domestiques ou artisans. Les Ottomans ont créé à partir du XVe siècle des unités d'élites avec des esclaves chrétiens, les janissaires. Ces esclaves étaient encasernés très jeunes, entraînés et convertis à l'Islam.
Selon Robert Davis, entre 1 000 000 et 1 250 000 million d'Européens ont été capturés par des pirates barbaresques et vendus comme esclaves en Afrique du Nord et l'Empire ottoman entre le XVIe siècle et le XIXe siècle, Cependant, pour extrapoler ses chiffres, Davis suppose que le nombre d'esclaves européens capturés par des pirates barbaresques a été constant pendant une période de 250 ans.
David Earle, auteur de The Corsairs of Malta et de Barbary and The Pirate Wars, a déclaré que le professeur Davis avait peut-être commis une erreur en extrapolant la période de 1580 à 1680, parce que c'était la période d'esclavage la plus intense : « Ses chiffres semblent un peu douteux et je pense qu'il peut exagérer ». Earle a également mis en garde que le tableau était brouillé par le fait que les corsaires ont également saisi des européens non-chrétiens d'Europe de l'Est, et des Noirs d'Afrique de l'Ouest : « Je ne risquerais pas de deviner le total ». En outre, ces estimations exagérées reposaient sur les années de pointe pour calculer des moyennes pour des siècles entiers ou des millénaires. Par conséquent, il y a eu de grandes fluctuations d'une année à l'autre, en particulier aux XVIIIe et XIXe siècles, compte tenu des importations d'esclaves, et aussi du fait que, avant les années 1840, il n'y avait pas de registres cohérents. L'expert du Moyen-Orient, John Wright, prévient que les estimations modernes sont fondées sur des rétro-calculs de l'observation humaine. De telles observations, à travers les observateurs de la fin du XVIe siècle et du début du XVIIe siècle comptent environ 35 000 esclaves chrétiens européens détenus pendant cette période sur la côte barbaresques, à travers Tripoli, Tunis, mais surtout à Alger. La plupart étaient des marins (en particulier des Anglais), emmenés avec leurs bateaux, mais d'autres étaient des pêcheurs et des villageois côtiers. La plupart de ces prisonniers étaient des personnes vivant sur des terres proches de l'Afrique du nord-ouest, en particulier en Espagne et en Italie.
Les corsaires barbaresques les plus célèbres et puissants étaient des renégats (européens convertis à l'islam), tels que Barberousse, et son frère aîné Arudj, Turgut Reis (aussi connu sous le nom de Dragut), Uluç Ali Paşa, Ali Bitchin, Salomo de Veenboer, etc,.

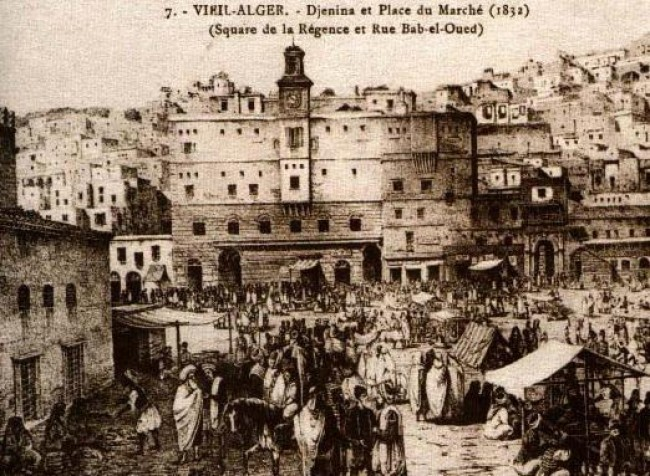
Ancien marché aux esclaves d'Alger, 1832.
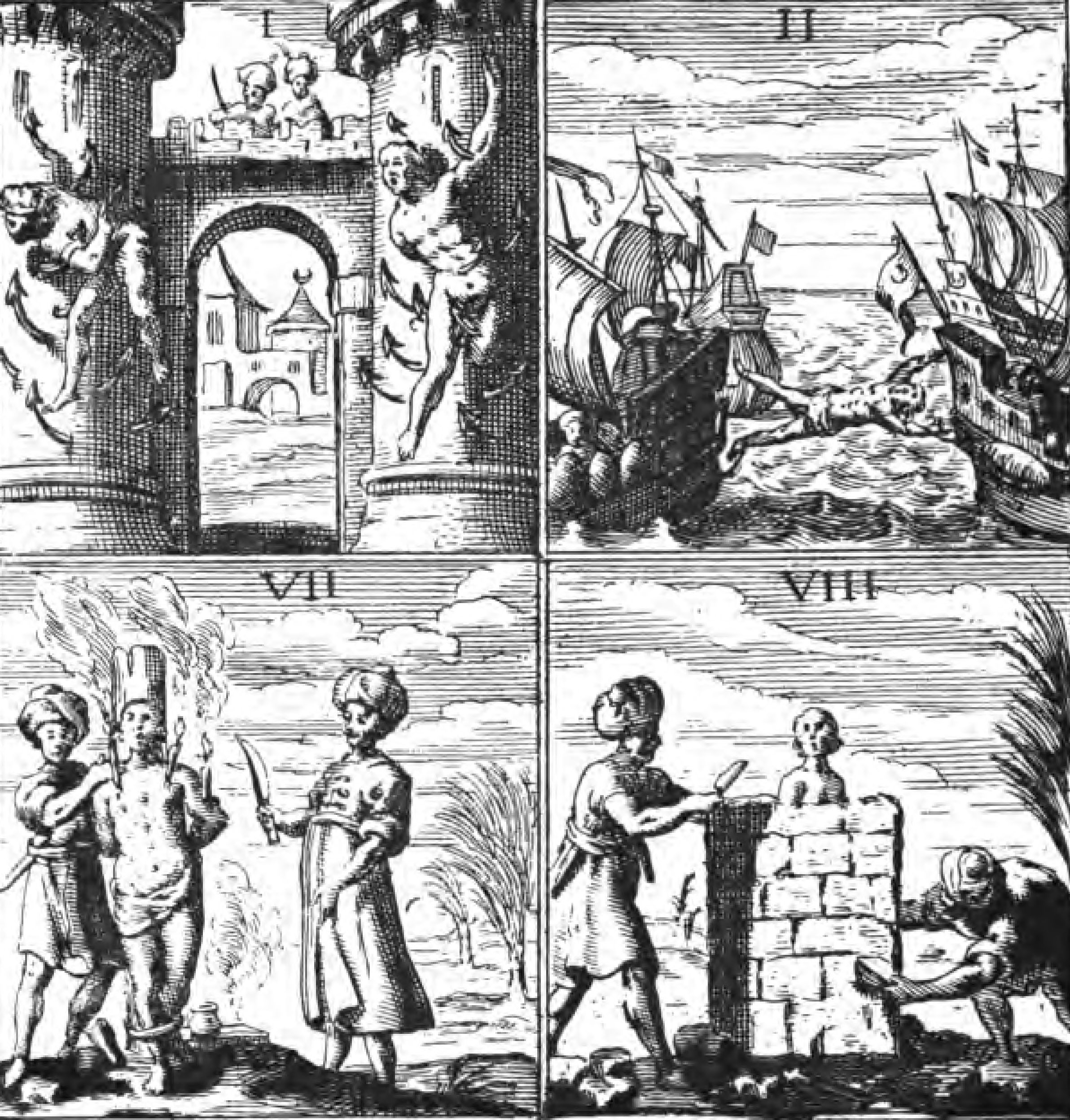
« Tortures des esclaves » par les corsaires barbaresques, av. 1890.
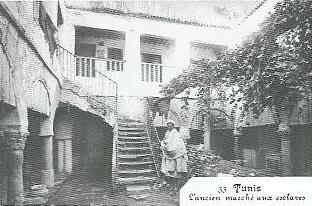
Ancien marché aux esclaves, médina de Tunis.
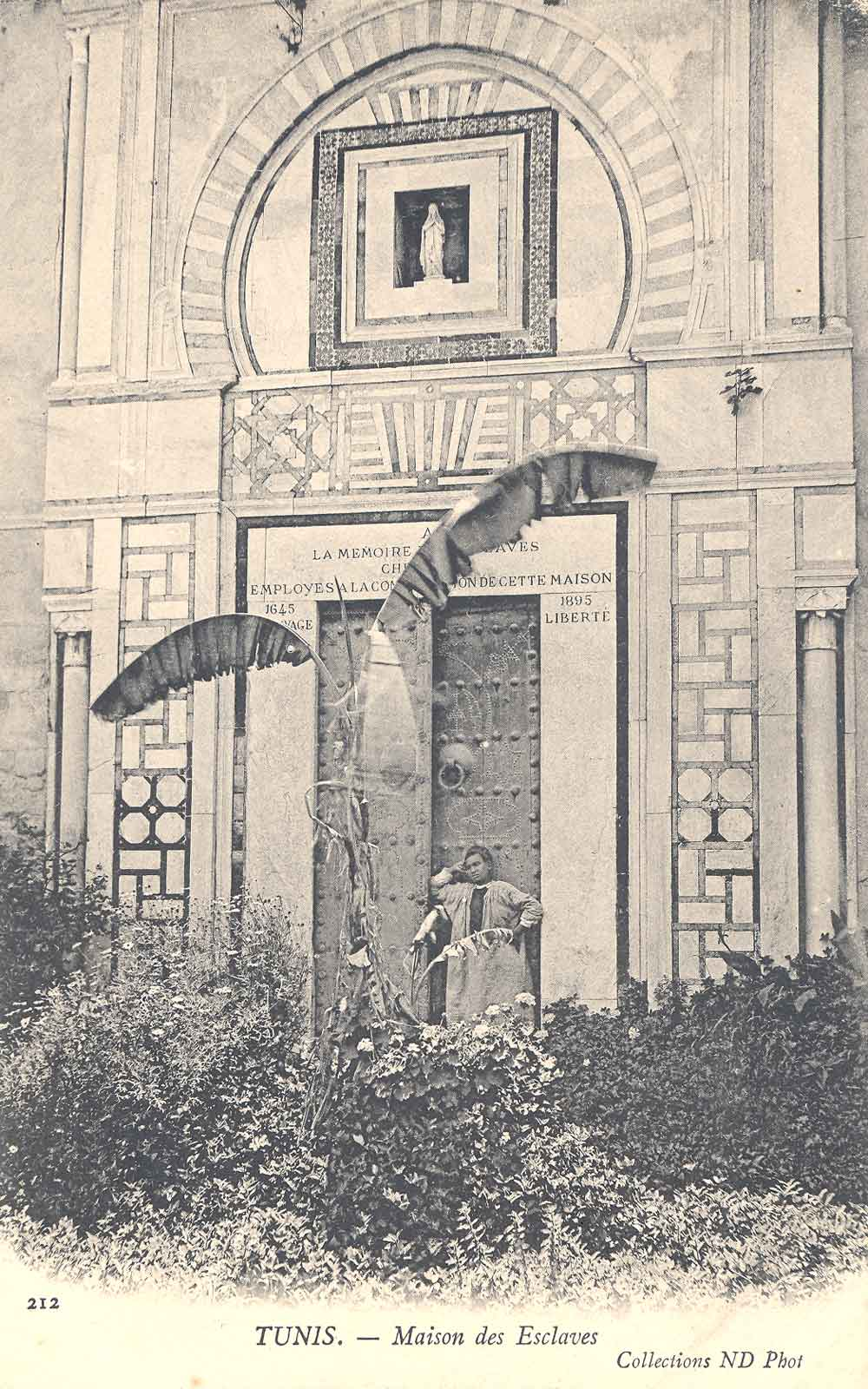
Maison des esclaves chrétiens, Tunis.

## Transformations de l'esclavage en Afrique
Les relations d'esclaves en Afrique ont été transformées à travers trois processus à grande échelle : la traite arabe, la traite atlantique et les politiques et mouvements d'émancipation des esclaves au XIXe siècle et XXe siècle. Chacun de ces processus a considérablement changé les formes, le niveau et l'économie de l'esclavage en Afrique.
Les pratiques esclavagistes en Afrique ont été utilisées à différentes périodes pour justifier des formes spécifiques d'engagement européen avec les peuples d'Afrique. Les écrivains du XVIIIe siècle en Europe ont affirmé que l'esclavage en Afrique était assez brutal pour justifier le commerce des esclaves dans l'Atlantique. Les auteurs postérieurs ont utilisé des arguments similaires pour justifier l'intervention et la colonisation éventuelle des puissances européennes pour mettre fin à l'esclavage en Afrique.

### Traite transsaharienne et océan Indien

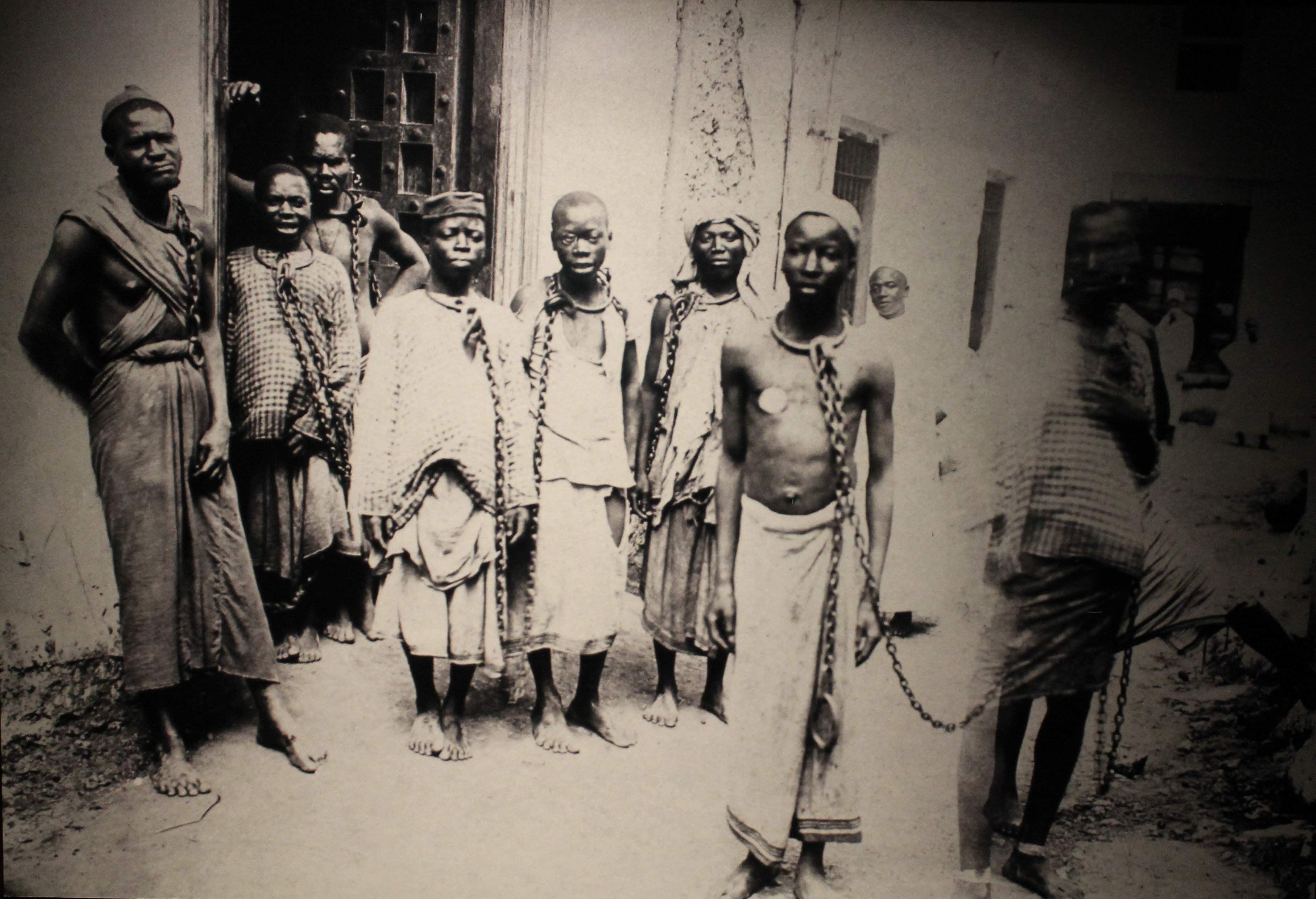
Marché aux esclaves de Zanzibar, deuxième tiers du XIXe siècle.

La traite orientale, établie aux VIIe et IXe siècles de notre ère, a débuté par un mouvement à petite échelle de personnes provenant principalement de la région des Grands Lacs de l'Est et du Sahel. La loi islamique autorise l'esclavage mais interdit l'esclavage impliquant d'autres musulmans préexistants; par conséquent, la cible principale de l'esclavage était les personnes qui vivaient dans les régions frontalières de l'Islam en Afrique. Le commerce des esclaves à travers le Sahara et à travers l'océan Indien a aussi une longue histoire qui commence avec le contrôle des routes maritimes par les commerçants arabes au IXe siècle. On estime que seulement quelques milliers d'esclaves ont été capturés chaque année sur la côte de la mer Rouge et de l'océan Indien. Ils ont été vendus à travers le Moyen-Orient. Ce commerce s'est accéléré à mesure que les navires de meilleure qualité entraînaient davantage de commerce et une plus grande demande de main-d'œuvre dans les plantations de la région. Finalement, des dizaines de milliers par an ont été pris. Sur la côte swahili, les esclavagistes arabes ont capturé les peuples bantous de l'intérieur et les ont amenés sur le littoral,. Là, les esclaves s'assimilent progressivement dans les zones rurales, notamment sur les îles Unguja et Pemba.

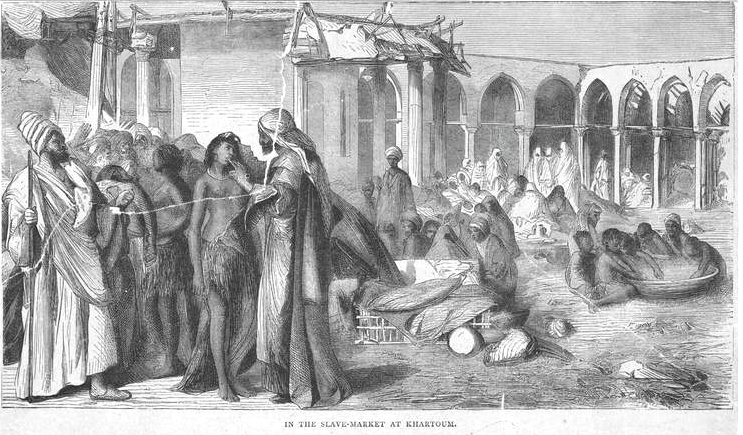
Un marché aux esclaves à Khartoum, vers 1876.

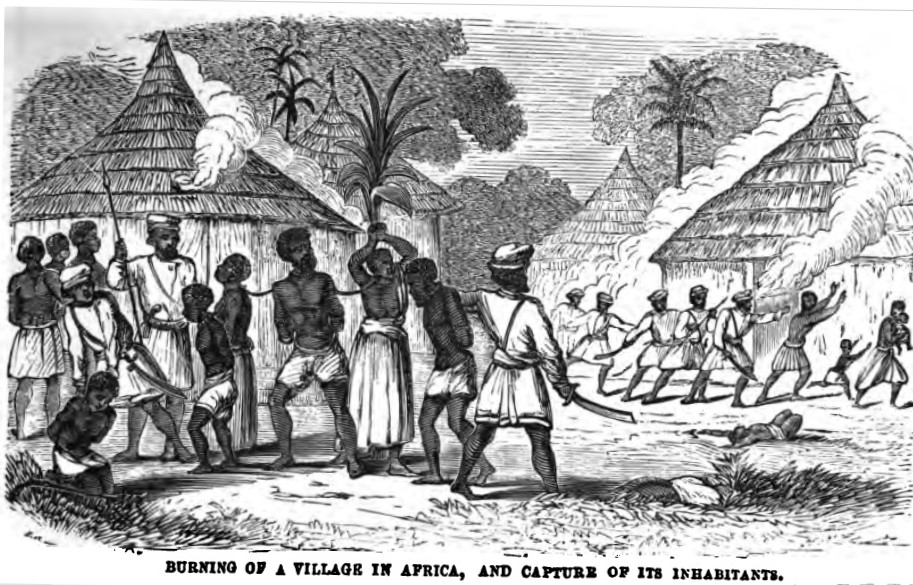
Incendie d'un village en Afrique et capture de ses habitants.

Cela a changé les relations d'esclave en créant de nouvelles formes d'emploi par les esclaves (comme eunuques pour garder les harems et dans les unités militaires) et en créant des conditions pour la liberté (à savoir la conversion - bien que cela ne ferait que libérer les enfants esclaves),. Bien que le niveau du commerce soit resté faible, le nombre total des esclaves échangés a augmenté pour atteindre un grand nombre des multiples siècles de son existence. En raison de sa nature petite et progressive, l'impact sur les pratiques d'esclavage dans les communautés qui ne se sont pas converties à l'Islam était relativement faible. Cependant, dans les années 1800, le commerce d'esclaves de l'Afrique vers les pays musulmans s'est considérablement accru. Lorsque la traite des esclaves en Europe a pris fin vers les années 1850, la traite des esclaves à l'Est n'a sensiblement augmenté que pour s'achever avec la colonisation européenne de l'Afrique vers 1900. Entre 1500 et 1900, jusqu'à 17 millions d'esclaves africains ont été transportés par des commerçants musulmans sur la côte de l'océan Indien, au Moyen-Orient et en Afrique du Nord.
En 1814, l'explorateur suisse Jean Louis Burckhardt raconte ses voyages en Égypte et en Nubie, où il voit la pratique du commerce des esclaves :

« J'ai souvent assisté à des scènes d'indécence éhontée dont les commerçants, qui étaient les principaux acteurs, se sont moqués. Je me permets d'affirmer que très peu d'esclaves féminines qui ont passé leur dixième année atteignent l'Égypte ou l'Arabie dans un état de virginité. »

David Livingstone a écrit de la traite des esclaves : « Vaincre ces maux est une simple impossibilité ... Nous avons croisé une femme esclave blessée par balle ou poignardée à travers le corps et couchée sur le sentier. [Les spectateurs] ont dit qu'un Arabe qui est passé tôt ce matin l'avait fait dans la colère, parce qu'il avait perdu le prix qu'il lui avait donné, parce qu'elle [l'esclave] était incapable de marcher plus longtemps. Nous avons croisé une femme attachée par le cou à un arbre et morte ... Nous sommes tombés sur un homme mort de faim ... la maladie la plus étrange que j'ai vue dans ce pays semble être le cœur brisé, et elle attaque des hommes libres qui ont été capturés et faits esclaves ». Livingstone estime que 80 000 Africains meurent chaque année avant d'atteindre les marchés d'esclaves de Zanzibar,,,. Zanzibar était autrefois le principal port de commerce d'esclaves de l'Afrique de l'Est, et sous les Arabes Omanais au XIXe siècle, 50 000 esclaves traversaient la ville chaque année.

### Traite atlantique

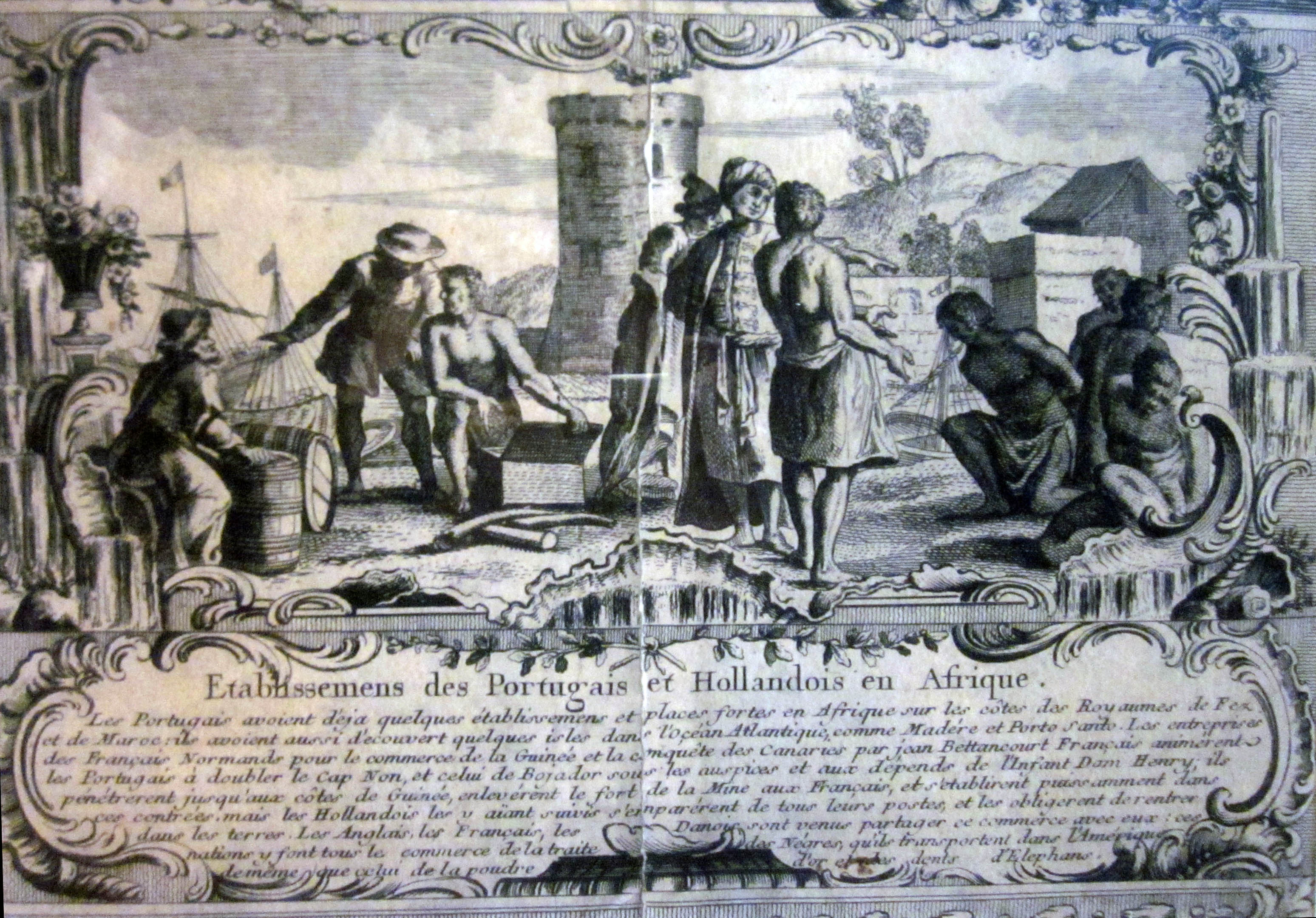
Gravure des Établissements portugais et hollandais en Afrique, XVIIe siècle, musée royal de l'Afrique centrale, Terveuren.

La traite atlantique, ou traite occidentale, a eu lieu à travers l'océan Atlantique du XVe siècle au XIXe siècle. Le commerce des esclaves de l'Atlantique a été importante en transformant les Africains d'un faible pourcentage de la population mondiale d'esclaves en 1600 dans l'écrasante majorité en 1800. La traite des esclaves est passée d'un aspect marginal des économies au secteur le plus important en un laps de temps relativement court. En outre, les plantations agricoles ont considérablement augmenté et sont devenues un élément clé dans de nombreuses sociétés. Finalement, cela a transformé la distribution traditionnelle des pratiques esclavagistes.

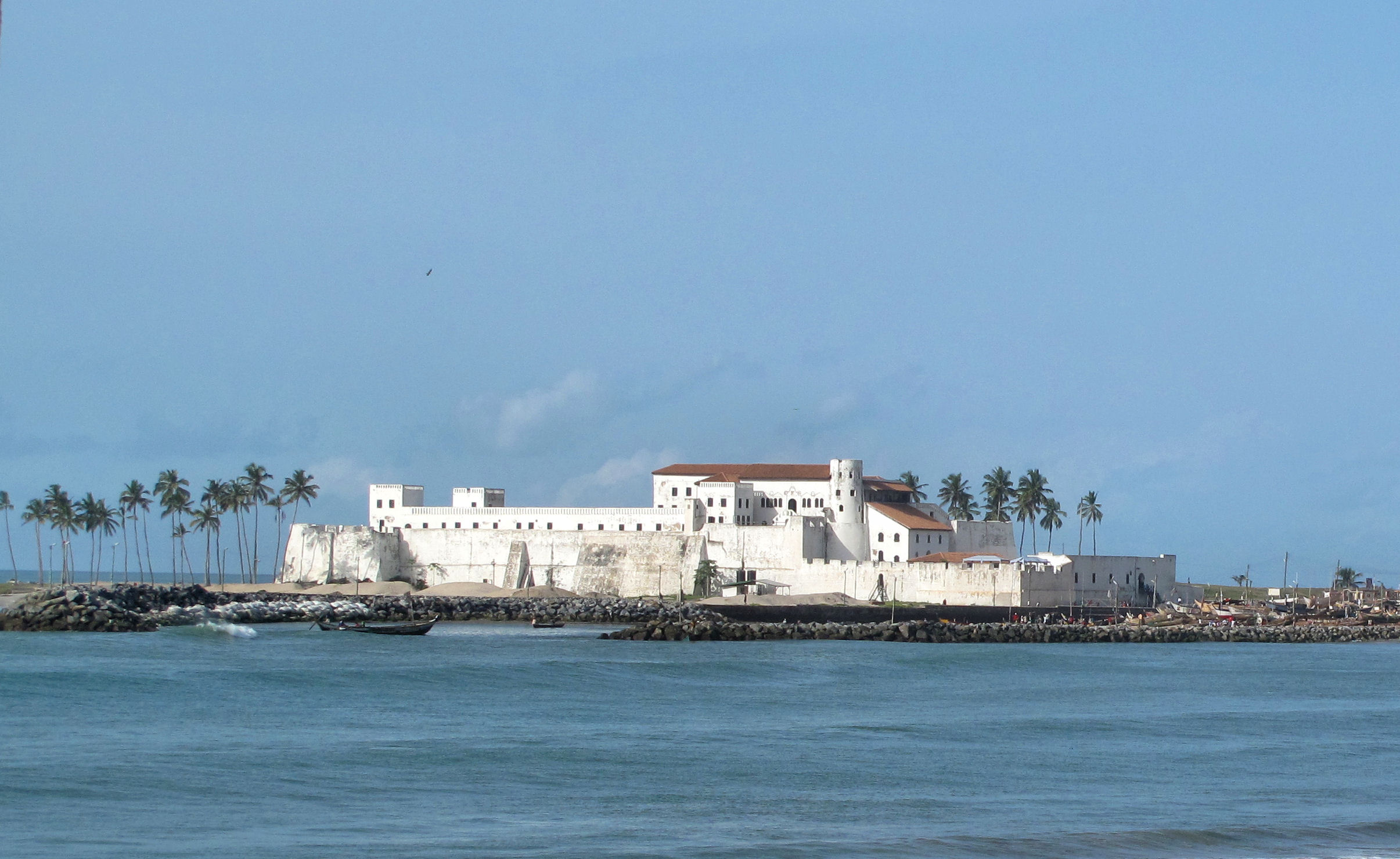
Elmina, un des nombreux comptoirs coloniaux fortifiés édifiés par les Européens sur la Côte de l'Or.

Les premiers Européens à arriver sur la côte de Guinée étaient les Portugais ; Antão Gonçalves, explorateur portugais en 1441, fut le premier Européen à effectuer des razzias sur la côte africaine pour obtenir des esclaves. Initialement intéressés par le commerce principalement de l'or et des épices, ils établissent des colonies sur les îles inhabitées de São Tomé. Au XVIe siècle les colons portugais ont trouvé que ces îles volcaniques étaient idéales pour la culture du sucre. La culture du sucre est une activité à forte intensité de main-d'œuvre et les colons portugais ont été difficiles à attirer en raison de la chaleur, du manque d'infrastructures et d'une vie difficile. Pour cultiver le sucre, les Portugais asservissent des africains. Le Fort Saint George d’Elmina sur la Côte-de-l'Or, construit à l'origine par des ouvriers africains pour les Portugais en 1482 pour contrôler le commerce de l'or, devint un dépôt important pour les esclaves qui devaient être transportés vers le Nouveau Monde.

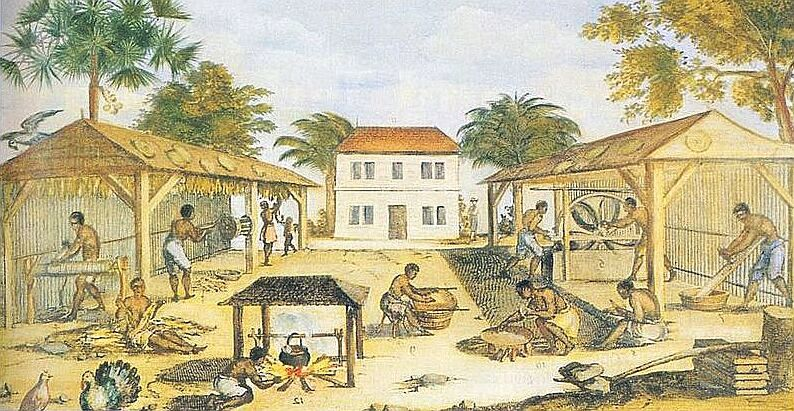
Esclaves africains travaillant dans la Virginie du XVIIe siècle, artiste inconnu, 1670.

Les Espagnols furent les premiers Européens à utiliser des Africains asservis dans le Nouveau Monde sur des îles comme Cuba et Hispaniola, où le taux alarmant de mortalité de la population indigène avait stimulé les premières lois royales protégeant la population indigène (Lois de Burgos, 1512-1513). Les premiers esclaves africains sont arrivés à Hispaniola en 1501 peu de temps après que la bulle pontificale de 1493 ait donné presque tout le nouveau monde à l'Espagne.
La traite atlantique a atteint son apogée à la fin du XVIIIe siècle, lorsque le plus grand nombre d'esclaves ont été capturés lors d'expéditions dans l'intérieur de l'Afrique de l'Ouest. L'augmentation de la demande d'esclaves due à l'expansion des puissances coloniales européennes vers le Nouveau Monde a rendu la traite négrière beaucoup plus lucrative pour les puissances ouest-africaines, ce qui a conduit à la création d'un certain nombre d'empires ouest-africains prospérant sur le commerce des esclaves. Ceux-ci comprenaient l'empire d'Oyo (Yoruba), l'Empire kong, l'imamat du Fouta-Djalon, l'imamat de Fouta-Toro, le royaume de Koya, le royaume de Khasso, le royaume de Kaabu, la Confédération fante, la Confédération ashanti et le royaume de Dahomey. Ces royaumes s'appuyaient sur une culture militariste de guerre constante pour générer le grand nombre de prisonniers humains requis pour le commerce avec les Européens. Un rappel cinglant de cette pratique exécrable est documenté dans les débats sur le commerce des esclaves d'Angleterre au début du XIXe siècle : « Tous les anciens auteurs s'accordent à dire non seulement que les guerres sont faites dans le seul but de faire des esclaves, mais qu'elles sont fomentées par des Européens, en vue de cet objet. ». L'abolition graduelle de l'esclavage dans les empires coloniaux européens au cours du XIXe siècle a de nouveau conduit au déclin et à l'effondrement de ces empires africains. Lorsque les puissances européennes ont commencé à arrêter la traite des esclaves dans l'Atlantique, cela a provoqué un changement supplémentaire dans le fait que de grands détenteurs d'esclaves en Afrique ont commencé à exploiter des esclaves dans des plantations et d'autres produits agricoles.

## Abolition de l'esclavage en Afrique (chronologie)
- 1222 : Sundjata Keïta abolit l'esclavage en créant l'empire du Mali, acte qui serait reflété dans la Charte du Manden (dont l’authenticité est contestée par certains universitaires). L'abolition ne sera toutefois pas longtemps appliquée et Tombouctou deviendra même un des trois grands centres de la traite transsaharienne[85].
- Abolition théorique de l'esclavage par la Tunisie ottomane en 1846, mais une partie des populations ne respectera pas l'abolition et l'esclavage continuera.
- La France abolit l'esclavage intra-africain et arabo-musulman à Mayotte puis dans le reste des Comores à partir de 1846[86].
- Abolition par la France de l'esclavage arabo-berbère en Algérie en 1848.
- Abolition par la France de l'esclavage intra-africain au Sénégal en 1848[87],[88].
- Abolition par la France de l'esclavage arabo-berbère en Tunisie en 1890[89] après une première abolition théorique par la Tunisie elle-même en 1846 mais non appliquée par une partie de la population.
- 1897 : l'administration coloniale britannique abolit l'esclavage dans le sultanat de Zanzibar dont l'économie était totalement fondée sur le trafic d'esclaves africains[90].
- Abolition par la France de l'esclavage intra-africain au Mali en 1905[87].
- Abolition par la Grande-Bretagne de l'esclavage intra-africain au Kenya en 1907[91].
- Abolition par la France de l'esclavage arabo-berbère au Maroc en 1922[92].
- 1923 : abolition de la traite d'esclaves en Éthiopie à l'occasion de son accession à la Société des Nations[93].
- 1935 : abolition de l'esclavage en Éthiopie par les forces d'occupation italiennes[94], l'esclavage touchant encore environ 2 millions de personnes au début des années 1930 sur une population estimée entre 8 et 16 millions[95], malgré l'abolition de la traite en 1923.
- 1960 : abolition de l'esclavage au Niger.
- 1980 : abolition de l'esclavage en république islamique de Mauritanie. Cependant, la loi ne reçoit pas alors son décret d'application pour cause de contradiction possible avec le Coran, puisque celui-ci légifère sur l'esclavage et donc de ce fait l'admet. Il restait au moins 100 000 esclaves dans ce pays en l'an 2000[96].

## Époque contemporaine
Bien que proscrit dans tous les pays aujourd'hui, l'esclavage est pratiqué dans le secret dans de nombreuses parties du monde. On estime à 30 millions le nombre de victimes de l'esclavage dans le monde. Rien qu'en Mauritanie, jusqu'à 600 000 hommes, femmes et enfants, soit 20 % de la population, sont réduits en esclavage, dont un grand nombre sont mis en servitude pour dettes,. L'esclavage en Mauritanie a finalement été criminalisé en août 2007.

### Libye
À partir de 2016, des marchés d'esclaves se réinstallent en Libye[réf. souhaitée].

### Mali
L'esclavage au Mali concernerait au moins 300 000 personnes.

### Mauritanie
Aujourd'hui, l'esclavage en Mauritanie continue d'exister bien qu'il ait été officiellement aboli en 1981. Il concerne les descendants des Noirs asservis il y a des générations ; ils travaillent en partie encore comme esclaves pour les « Maures blancs ». On ne connaît pas exactement le nombre des esclaves dans ce pays, mais on estime qu'ils sont des centaines de milliers. L'experte de l'esclavage moderne Kevin Bales estime que la proportion d'esclaves dans la population totale est la plus haute du monde. Il y a des organisations en Mauritanie comme El Hor et SOS Esclaves qui luttent contre l'esclavage. Le 8 août 2007 le parlement du pays a adopté une loi criminalisant l'esclavage, puni de dix ans d'emprisonnement.
Estimation de la proportion d'esclaves dans la population :
- de l'Adrar : 15 %[28]
- des Gourmantchés (actuel Burkina Faso) : 75 %

### Niger
Au Niger, où la pratique de l'esclavage a été interdite en 2003, une étude a révélé que près de 8 % de la population sont encore des esclaves,. L'esclavage est puni de prison. Toutefois, nombre de Nigériens exploités sont sans salaire et sans droit.
En 2015, selon Ali Bouzou, secrétaire général de l’ONG abolitionniste Timidria, 870 363 esclaves sont décomptés. Ali Bouzou évoque en particulier la pratique de la cinquième épouse, la « wahaya ». Il s'agit de jeunes femmes, parfois mineures et d’ascendance servile, enlevées à leurs parents pour être vendues et mariées, elles sont alors exploitées, voir pour certaines abusées sexuellement.

### Nigéria
Fin avril 2014, l'enlèvement de plus de 200 lycéennes au Nigéria par un groupe islamiste armé Boko Haram remet sur le devant de la scène la question de l'esclavage au nom de l'Islam. Le leader du groupe a affirmé garder « des gens comme esclaves », et a annoncé à propos des jeunes filles kidnappées : « Je vais les vendre sur le marché, au nom d'Allah ».

### Soudan
Pendant la seconde guerre civile soudanaise, des personnes ont été réduites en esclavage ; les estimations des enlèvements vont de 14 000 à 200 000.

#### Généralités sur l’Afrique
- Mody Sékéné Cissoko, Histoire de l’Afrique occidentale. Moyen Âge et temps modernes, Présence africaine, 1966 (ASIN B0000DUX16)
- Mody Sékéné Cissoko, Tombouctou et l’empire songhai, L’Harmattan, Paris, 1996  (ISBN 2738443842)
- Collectif, Histoire générale de l'Afrique, Présence Africaine/UNESCO/EDICEF, 1991 : volumes 2, 3 et 4
- Germaine Dieterlen, Diarra Sylla, L’empire de Ghana : le Wagadou et les traditions de Yéréré, Karthala, 2000  (ISBN 9782865373536)
- Jean Jolly, Histoire du continent africain, tome 1 (sur 3), L’Harmattan, 1996  (ISBN 2738446884)
- Djibril Tamsir Niane, Le Soudan Occidental au temps des grands empires, Présence Africaine, 2000  (ISBN 9782708703155)
- Jean Roch, Les Songhay, L’Harmattan, Paris, 2005  (ISBN 978-2747586153)
- Ibrahima Thioub. « L’esclavage en Afrique : briser le silence sur une question tabou », in Esclavage et pouvoir colonial en Afrique occidentale française. sous la direction de Klein Martin A. Karthala, 2021, p. 11–21.

#### Généralités sur l’esclavage
- Marcel Dorigny et Max-Jean Zins (sous la dir. de), Les Traites négrières coloniales. Histoire d'un crime, Éditions Cercle d'Art, Paris, 2009  (ISBN 978-2-7022-0894-6)
- Olivier Pétré-Grenouilleau, L'Histoire de l'esclavage, Plon, Paris, 2008  (ISBN 9782259207515)
- Olivier Pétré-Grenouilleau, Les Traites négrières : Essai d'histoire globale, Gallimard, 2004  (ISBN 9782070734993)
- Christian Delacampagne, Histoire de l'esclavage. De l'Antiquité à nos jours, Paris, Le livre de poche, 2002, 319 p. (ISBN 2-253-90593-3)
- Serge Bilé, Quand les noirs avaient des esclaves blancs, Saint-Malo, Pascal Galodé éditeurs, 2008 (ISBN 9782355930058).
- « Slavery », Encyclopædia Britannica's Guide to Black History (consulté le 1er novembre 2008)
- Fabienne P. Guillén (dir.) et Salah Trabelsi (dir.), Les esclavages en Méditerranée : Espaces et dynamiques économiques, Casa de Velázquez, 2012, 246 p. (ISBN 978-84-9096-139-1, lire en ligne)

##### En anglais
- (en) John Donnelly Fage (dir.), The Cambridge History of Africa, Cambridge University Press, Cambridge, 1975-1986 (8 volumes)